# イオン九州
イオン九州株式会社（イオンきゅうしゅう、英: AEON KYUSHU CO.,LTD.）は、沖縄県を除く九州・山口地方のイオン、イオンスタイル、マックスバリュ、ザ・ビッグ、ホームワイドなど（店舗ブランドの一覧は後述）を展開するイオングループの企業である。本社は福岡市東区香椎浜二丁目8番30号

## 概説
ダイエーの凋落や熊本の地場大手スーパー2社・壽屋やニコニコ堂の破綻、さらにはイオンモール等のイオングループのショッピングセンターの大量出店で大きく伸張した。対抗して大型ショッピングモールゆめタウンの出店を続ける広島を地盤とするイズミグループと激しい首位争いを九州で繰り広げていて、競争が激しい環境にある。
2007年（平成19年）には、マイカルグループ再建の過程でマイカルから独立し、以後特にイオングループとの連携を強めていた株式会社マイカル九州と合併した。
なお、2011年（平成23年）3月1日に「ジャスコ」および「サティ」ブランドは「イオン」に変更された。2000年代初頭の計画では本州の地域子会社同様2010年頃までに（琉球ジャスコ（当時）も含め）イオン本体への統合も模索した時期があったが、地域密着の方針に完全に転換したこともあり現在はイオンリテールなどへの企業統合は予定されていない。
また、ダイエー再建にあたり、九州内にあるダイエーブランドの店舗（吉塚店を除く）の受け皿となることが予定されており、2015年9月にダイエーから運営を引き継ぐ予定だったが、同年6月にイオン株式会社の完全子会社として設立したイオンストア九州へ継承され、事業受託により同社店舗の運営を担当する形態へ変更。グルメシティの名を冠する店舗およびダイエー吉塚店（福岡市博多区・パピヨンプラザ内）についてはマックスバリュ九州が継承した。
2018年10月10日にイオンが発表したスーパーマーケット改革の一環として、流通センターを共用するなど以前から提携関係にあったマックスバリュ九州やイオンストア九州と経営統合に関する基本合意書を締結。2019年9月1日付で3社の共同株式移転により持株会社を設立して経営統合し、経営統合後に食品事業と非食品事業に事業再編する計画であったが、2019年4月10日に協議の継続を発表し、予定されていた経営統合を延期していた。2020年4月10日に統合の方法をイオン九州を存続会社、マックスバリュ九州及びイオンストア九州を消滅会社とする吸収合併の方式に転換の上合併契約が締結され、同年9月1日に予定通り合併を実施。従前からイオン、マックスバリュ、ザ・ビッグの一体運営を行っているイオン琉球や同年3月にマックスバリュ北海道を吸収合併したイオン北海道同様に、九州地区でもイオン、マックスバリュ、ザ・ビッグの運営会社が一体化された。

## 歴史

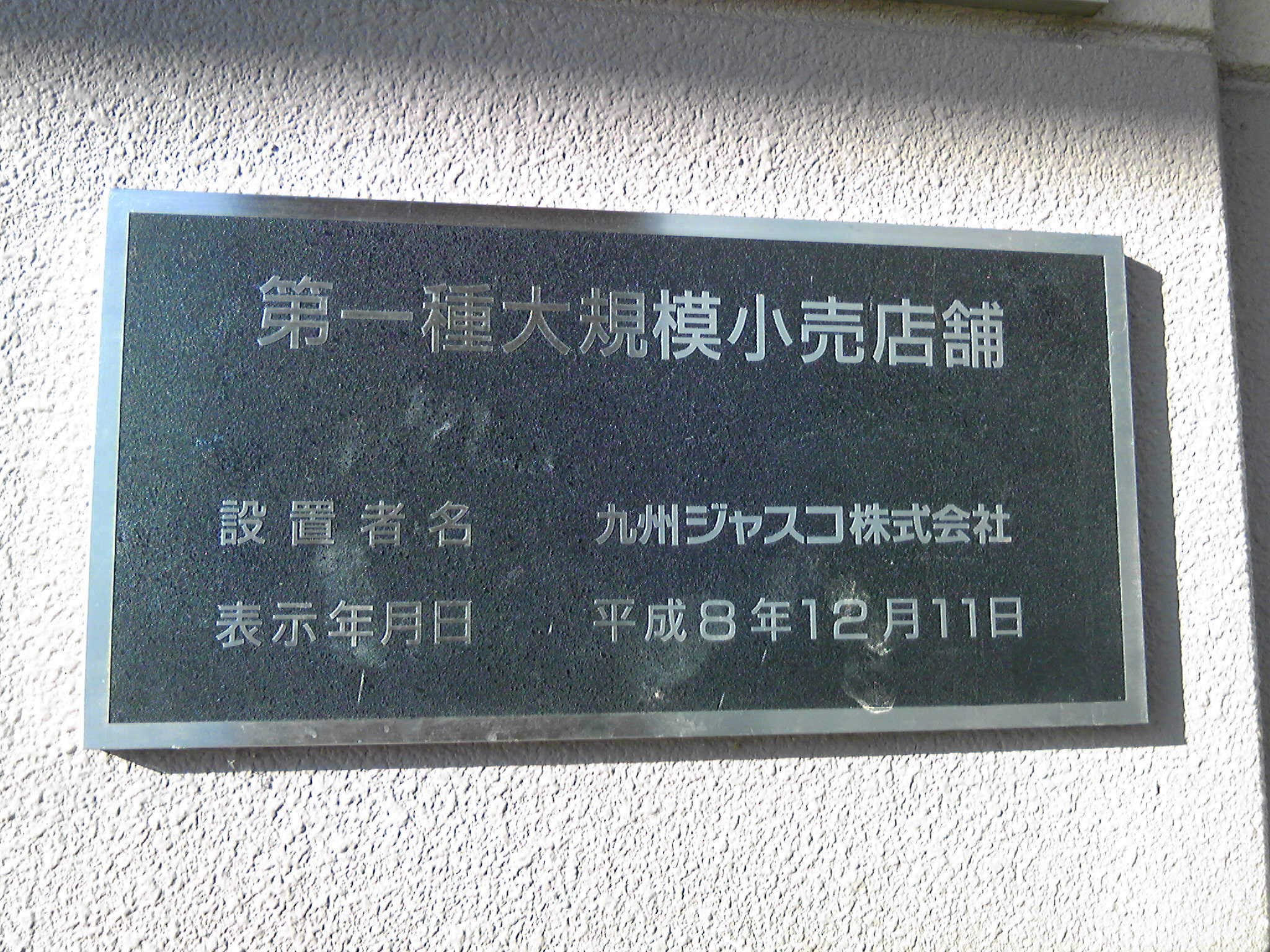
九州ジャスコ時代の大規模小売店舗表示板
（イオン唐津店にて撮影）

- 1952年（昭和27年）4月 - 個人商店である「大丸洋品店」が福岡市春吉一丁目6街区9号に開業[広報 5][広報 6]。
- 1954年（昭和29年）3月15日 - 創業者・阿河勝(アガマサル)が、当社の前身となる株式会社福岡大丸（店名はダイマル。百貨店の大丸とは無関係）を設立[広報 7][広報 6]。
- 1972年（昭和47年）
  - 3月 - 福岡大丸は小売業の基盤と拡大を図るためジャスコ株式会社と業務提携契約を締結[広報 8]。
  - 大分市の「なんでもや（運営会社は三和商事株式会社・1961年（昭和36年）7月創業）」がジャスコに参加イオンの社史に記載されてました（P数不詳）。
  - 5月26日 - 大分ジャスコ株式会社設立、大分店・南大分店開店。
  - 6月29日 - ジャスコ株式会社の子会社として現法人である福岡ジャスコ株式会社を設立[3]。
- 1973年（昭和48年）2月 - 福岡大丸の店舗を譲受し営業開始[3]（福岡大丸と三和商事は同月にジャスコに吸収合併された[10]）。
- 1974年（昭和49年）6月20日 - 福岡ジャスコが新規に開設したジャスコの1号店となる佐世保店を長崎県佐世保市に開店[広報 8]。
- 1979年（昭和54年）2月 - ますや（西九州ウエルマートを経てマックスバリュ九州の一部となる）と提携。
- 1989年（平成元年）9月21日 - 商号を「九州ジャスコ株式会社」に変更[3][11]。
- 1992年（平成4年）11月 - 佐賀ジャスコ株式会社より鹿島店の営業権を譲受[3]。
- 1994年（平成6年）2月 - 大分ジャスコ株式会社より営業譲受[3]。
- 1999年（平成11年）8月 - 旭ジャスコ株式会社[注釈 1]と合併[3]。
- 2000年（平成12年）8月 - ジャスダックへ株式上場[広報 8]。
- 2002年（平成14年）4月 - 経営破綻した壽屋（現・カリーノ）から5店舗を引き継ぎ、熊本県の3店舗（宇土店・菊陽店・玉名店）は同月に[12]、長崎県の時津店は6月2日に、佐賀県の鳥栖店は7月11日にそれぞれジャスコとして再オープン（なお、ジャスコ鳥栖店は2005年（平成17年）8月31日に[13][注釈 2]、ジャスコ宇土店は2011年（平成23年）1月30日に[14]、ジャスコ玉名店は2011年2月20日に[15]をもってそれぞれ閉店、ジャスコ菊陽店はイオンに転換後の2020年（令和2年）2月29日[広報 9]をもって閉店したため、旧寿屋からジャスコを経て、イオンとして現在も営業している店舗は時津店のみである）。
- 2003年（平成15年）
  - 8月21日 - スーパーセンターホームワイド古賀店（現・イオンスーパーセンター古賀店）の「食品館」の運営をマックスバリュ九州株式会社から譲り受ける。
  - 9月1日 - 株式会社ホームワイド（旧・横萬ホームセンター）と合併[16]、商号を「イオン九州株式会社」に変更[広報 8]。
  - 11月29日 - イオン九州初の基幹店として、「イオン香椎浜ショッピングセンター（現・イオンモール香椎浜）」をオープン。
- 2004年（平成16年）
  - 4月 - イオン九州株式会社が営業していたマックスバリュ店舗をすべてマックスバリュ九州株式会社に営業譲渡[広報 10]。
  - 7月2日 - イオン商品券とマイカル商品券の相互利用を開始[広報 11]。
- 2005年（平成17年）
  - 4月8日 - 福岡県直方市にイオン直方ショッピングセンター（現・イオンモール直方）をオープン。
  - 4月23日 - イオン九州としては初の「イオンスーパーセンター」が入居する「イオン佐賀ショッピングセンター」をオープン。
- 2007年（平成19年）
  - 4月25日 - オンラインショップ"イオン九州「E-STORE」"を開設。
  - 8月21日 - 株式会社マイカル九州を吸収合併[広報 1]。
- 2008年（平成20年）
  - 3月1日 - イオン九州のジャスコ・サティ・スーパーセンター全店でWAON導入。
  - 10月25日 - 熊本県に「ホームワイド御船店」をオープン。御船店にホームワイド店舗では初となるWAON導入（現在は全店舗で利用可能）。
  - 11月22日 - イオンモール筑紫野の核店舗として「ジャスコ筑紫野店」をオープン（九州地区のジャスコとしては最後の新規出店）。
- 2010年（平成22年）
  - 1月26日 - イオン九州としては初の新業態、自転車専門店「イオンサイクルショップ石丸店」をオープン[17]。
  - 3月31日 - 戸畑サティとジャスコ福岡伊都店において交通系電子マネー「SUGOCA」[注釈 3][注釈 4]。を先行導入[広報 12][広報 13]。
  - 4月22日 - 電子マネー「SUGOCA」[注釈 3]を全店に導入。
  - 4月23日 - 戸畑サティを業態転換し「イオン戸畑店」をオープン（「イオン」店舗へ先行変更）。また、同年5月28日には「イオン戸畑店」を核店舗としたSC名称を「イオン戸畑ショッピングセンター」に改称し、グランドリニューアルオープン[広報 14]。
  - 6月10日 - 従来の「ホームワイド」の品揃えを見直し、食品（加工食品・酒類）・衣料品・一般用医薬品（第1類医薬品を除く）も扱うディスカウント型ホームセンター「スーパーワイドマート佐伯店」を大分県佐伯市にオープン。
- 2011年（平成23年）
  - 3月1日 - 当社運営の「ジャスコ」・「サティ」の名称を「イオン」へ変更[広報 15]。
  - 3月18日 - イオンモール大牟田の核店舗として「イオン大牟田店」をオープン（九州地区のイオンとしては初の新規出店）。
  - 6月29日 - 当社としては初の名称となる、自転車専門店「イオンバイク白山通り店」を熊本県熊本市にオープン。
  - 7月23日 - ホームワイド新町店を業態転換し、品ぞろえを一新した新業態店舗「ワイドマート ドラッグ&フード新町店」をオープン[18]。
  - 11月21日 - イオン九州運営のショッピングセンターのうち、モール型SC4か所を「イオンモール」に名称変更[広報 16]。
- 2012年（平成24年）1月1日 - イオン九州運営の「イオン」のうち、イオンモール株式会社が運営する「イオンモール」内の3店舗の店舗名称を変更[広報 17]。
- 2013年（平成25年）
  - 8月 - 「イオンネットスーパー」の配送を開始[広報 8]。
  - 11月1日 - レジ袋無料配布中止店舗をイオン九州が運営する「イオン」33店舗及び「イオンスーパーセンター」5店舗にも拡大（食品フロアのみ、同日、イオンリテール運営の「イオン」170店舗もレジ袋無料配布を中止したため、既に実施している店舗を含め、「イオン」全店舗でレジ袋無料配布を中止したことになる）[広報 18]。
- 2014年（平成26年）9月15日 - 「地元AEON PROJECT」の一環として、マックスバリュ九州株式会社と合同で「九州食べごろ物語」を開始[広報 19]。
- 2015年（平成27年）
  - 9月1日 - イオンストア九州株式会社が会社分割により九州地区の「ダイエー」24店舗を継承すると同時に当社が同社店舗の受託運営を開始[19][広報 20]し、店舗ブランドを「イオン」に変更（なお、継承日当日までに看板類の変更を終えたのは笹丘店のみで、他の店舗も順次看板類などの変更が行われた）。
  - 11月10日 - この日をもって、イオン九州での「ありが10デー」を終了。翌12月10日から、「ありが10デー」に替わるイオン九州独自のセールとして「お10くデー」をスタート[広報 21][注釈 5]。
- 2016年（平成28年）
  - 1月13日 - マックスバリュ九州株式会社及び2014年9月にイオンの子会社となった株式会社レッドキャベツとの3社合同で、九州独自の商品開発や九州内のイオングループにおける共同仕入れ・地域商品催事の取り組むを行う新組織として「九州商品開発部」を設立したことを発表[広報 22]。
  - 5月31日 - ダイエーから移管した店舗の一つでイオン九州で最古の店舗であったイオン西新店が閉店[広報 23]。
  - 7月20日 - 同年4月14日に発生した平成28年熊本地震の影響で休業していたイオン熊本店の2階部分を、「イオンスタイル」の九州地区1号店となる「イオンスタイル熊本」として営業再開[広報 24]。
  - 9月10日 - ダイエーから移管した店舗で初めてのイオンスタイル店舗として、イオンスタイル笹丘がオープン[広報 25]。
- 2018年（平成30年）7月18日 - イオンスーパーセンター佐賀店を改装し、「イオン佐賀店」としてリニューアルオープン。「イオン」店舗としては初めてスーパーセンター業態からの転換による出店となる[広報 26]。
- 2019年（平成31年→令和元年）
  - 5月24日 - 新業態となる小型店舗「ニコキッチン」を立ち上げ、1号店として「ニコキッチン六本松店」をオープン[20]。
  - 10月25日 - イオンスーパーセンター大木店が改装により「イオン大木店」にリニューアルしたことにより[広報 27]、九州からイオンスーパーセンターの店舗が消滅した。
  - 10月28日 - イオン二日市店内に九州初出店となるタピオカ専門店「フードボート カフェ 二日市店」をオープン[広報 28]。当店は、同年3月6日付の機構改革で新設した「FC事業推進部」[広報 29]により、当社がフランチャイジーとして運営するフランチャイズ事業の1号店となる。
- 2020年（令和2年）
  - 9月1日 - イオンストア九州とマックスバリュ九州を吸収合併し、マックスバリュ九州が運営していた「マックスバリュ」「マックスバリュエクスプレス」「マックスバリュくらし館」「マックスバリュハロー」「COCOSA B1」「レッドキャベツ」「ザ・ビッグ」「ザ・ビッグエクスプレス」の運営を引き継ぐ[広報 30]。
  - 9月10日 - ホームワイド高城店を業態転換し、建築業関連を中心としたプロユースに特化したプロショップ「ホームワイドプロ高城店」をオープン[広報 31]。
  - 9月24日 - マックスバリュ梅田店をオープン[広報 32]。マックスバリュ九州との合併後初の「マックスバリュ」店舗となる。
  - 10月2日 - レッドキャベツ多布施店を業態転換し、ザ・ビッグ多布施店をオープン[広報 33]。マックスバリュ九州との合併後初の「ザ・ビッグ」店舗となる。
- 2021年（令和3年）
  - 4月30日 - オフィス向けキャッシュレス無人店舗サービス「スマートNICO（ニコ）」の提供を開始し、西部ガス情報システム株式会社へ導入[広報 34]。
  - 7月28日 - イオングループの一部店舗で導入されている「どこでもレジ レジゴー」を当社運営店舗で初めてイオン原店へ導入[広報 35]。
  - 8月3日 - マックスバリュ千早店に、マックスバリュ関東株式会社などを傘下に持つユナイテッド・スーパーマーケット・ホールディングス株式会社が開発したシステムを活用したネットスーパー「Online Delivery Ignica（オンラインデリバリー イグニカ）」を導入し、サービスを開始[広報 36]。
  - 9月1日 - スーパーワイドマート佐伯店をホームワイド鶴岡店に屋号・店名を変更[広報 37]。これにより、「スーパーワイドマート」の展開を終了。
  - 12月31日 - この日をもって旧マックスバリュ九州から引き継ぎ運営していた「マックスバリュ九州公式アプリ」のサービスを終了し、「イオン九州公式アプリ」へ一本化（一本化に先立ち、同年7月1日より「イオン九州公式アプリ」がリニューアルされ、マックスバリュや従来アプリ対象外だったホームワイドやザ・ビッグも店舗登録が可能となっている[21]）。
- 2022年（令和4年）
  - 1月22日 - ワイドマート ドラッグ&フード麻生田店の閉店により、「ワイドマート ドラッグ&フード」の展開を終了。
  - 4月21日 - この日に同じイオングループのウエルシア薬局がワイドマート ドラッグ&フード麻生田店跡に開業したドラッグストア「ウエルシア熊本麻生田店」で生鮮食品・惣菜・弁当・ベーカリー・フローズンの展開を開始（当社で初となる同社とのコラボレーション店舗となる）[広報 38]。
  - 9月1日 - ウエルシア薬局の親会社であるウエルシアホールディングスとの合弁で、スーパーマーケットとドラッグストアを融合した新業態店舗の開発・運営を行うイオンウエルシア九州株式会社を設立[22]。
- 2023年（令和5年）
  - 4月20日 - イオン九州で初の移動販売を開始。大分県由布市のイオン挾間店を拠点に、火曜日を除く平日に庄内町大津留地区内の拠点を巡回する[広報 39]。
- 2024年（令和6年）
  - 10月10日 - 衣料品と暮らしの品に特化した新業態「インナー&カジュアルプラス」を立ち上げ、佐賀県に有田店をオープン。当店は自己破産申請により2023年6月に閉店した地場総合衣料スーパー「ファミリーファッションむらい」跡地に出店するもので、隣接するマックスバリュ有田店と共に複合展開型の総合スーパーを形成することとなった[23]。
- 2025年（令和7年）
  - 4月14日 - 本社を福岡市博多区博多駅南2丁目9番11号から福岡市東区香椎浜二丁目8番30号に移転[24]。
  - 7月1日 - 長崎県長崎市で食品スーパーを運営するジョイフルサンアルファの全株式を穴吹興産から取得し、完全子会社化[25]。これにより、社名を店舗ブランドと同じジョイフルサンへ変更[広報 40]。

## 店舗
山口県はホームワイドのみイオン九州が運営しており、イオンはイオンリテール、マックスバリュとザ・ビッグはフジが運営している。
出店店舗の詳細情報は公式サイト内の店舗検索を参照。
また、マックスバリュ九州との合併に伴って継承した店舗のうち、マックスバリュ九州として運営していた当時における店舗ブランドや業態の変更についてはマックスバリュ九州を参照。

### イオン
イオングループが展開しているGMS店舗。一部の店舗はイオンリテールと統一名称の「イオンショッピングセンター」や「イオンモール」（福岡伊都・香椎浜・佐賀大和・鹿児島は当社運営、左記以外のイオンモールはイオンモール社の運営）等の敷地内にある。なお、日向店・姶良店は「イオンタウン」内に出店する。当社は2025年3月時点で66店舗を運営しており、旧「サティ」店舗6店舗（大野城店・福岡東店・戸畑店・隼人国分店・姶良店・原店、ブランド統合後に2店舗を閉鎖）、旧「ジャスコ」店舗33店舗（ブランド統合後に2店舗を閉鎖）、ブランド統合後（2011年3月以降）に新規で開業した店舗8店舗（大牟田店・福津店・佐世保白岳店・小郡店・多々良店・佐世保四ヶ町店・湯布院店・かのや店）、旧「ダイエー」店舗15店舗（ブランド転換後に9店舗を閉鎖、2020年8月まではイオンストア九州からの受託による運営）、旧「イオンスーパーセンター」店舗4店舗（佐賀店・岡垣店・糸島店・大木店）に分類される。
- 延岡店は、旭化成との合弁で設立された「旧・旭ジャスコ」を1999年（平成11年）に合併。後の2003年（平成15年）に、増床した店舗である。
- 時津店は旧壽屋（現・カリーノ）から譲り受けた店舗で、改装時に店舗名をジャスコへ変更された[12]（○○寿屋→ジャスコ○○店→イオン○○店）。譲受後もカリーノグループ（壽屋グループ→ラララグループ）などから建物を借りて運営されている。
- 熊本店は旧壽屋が開業を予定していた「寿屋嘉島ランブラス」の開発予定地をイオングループが譲り受けて開業した「ダイヤモンドシティ・クレア（現・イオンモール熊本）の核店舗である。2016年7月20日に2階を「イオンスタイル熊本」に改装の上営業を再開。九州地区での「イオンスタイル」1号店となった。
- 有家店は地元JAが運営するエーコープ[26]が、錦店は地元経営のスーパーサンロード[27]、江北店は同じ当社（2020年8月まではマックスバリュ九州）が運営するザ・ビッグ[28]、野芥店は同じ当社が運営するマックスバリュエクスプレスがそれぞれ食料品を扱うため、直営の食品売場を持たない。佐世保四ヶ町店はファッションビルのアルバ西沢に入居し、衣料品（婦人紳士カジュアル衣類、スポーツウェア、肌着・靴下・ナイトウェア）、日用雑貨（化粧品類・文具を含む）、ペットフード（用品を含む）に特化した小型店舗のため、食品売場自体を持たない[注釈 11]。
- 笹丘店は九州地域の旧「ダイエー」店舗で最初に「イオン」の看板に切り替えた店舗で、2015年9月1日の新生イオン九州発足の際、同店で柴田社長出席のもとで開店式典が行われた。その後、2016年9月10日にイオンスタイル笹丘としてリニューアルしている[広報 25]。
- 2015年11月までに他の旧「ダイエー」店舗も順次「イオン」の看板に切り替えられた（旧ダイエー吉塚店→マックスバリュ吉塚店[注釈 12]を除く）。
- 旧「ダイエー」の店舗のうち、壱岐店（長崎県壱岐市）とプラザ大島店（鹿児島県奄美市）は離島に出店しており、前述の移管と店舗ブランド変更により、「イオン」ではこれまで展開していなかった離島の地域へ進出した[注釈 13]。
- 旧ダイエーの店舗では、電子マネーの導入が遅れており、WAONについては2014年までに導入を完了した。転換時点ではSUGOCAを始めとする交通系電子マネーやQUICPay・iDについてはイオンショッパーズ福岡店など一部の店舗にしか対応していなかった[注釈 4]。レシートにおいても、転換当初はダイエー仕様のテンプレートにAEONロゴと「イオンXX店（旧:ダイエーXX店）」と印字したものとなっていたが、レジシステムの更新を行った店舗ではイオングループ共通のテンプレートを用いたレシートを使用している[注釈 14]。合わせてSUGOCA等WAON以外の電子マネーが利用可能となったことでサービス基準の統一を図っている[注釈 4]。生鮮食料品や惣菜類における加工・製造シールの社名表記も既存のイオン店舗[注釈 15]とは異なりイオンストア九州名義[注釈 16]となっていた。2020年9月のイオンストア九州・マックスバリュ九州との統合後は旧ダイエー店舗、旧マックスバリュ九州運営店舗共にイオン九州株式会社へ名義変更された（なお、イオンショッパーズ福岡店は2019年4月のリニューアル時に先行してイオン九州の直営店舗となった為、他の旧ダイエー店舗に先んじてイオン九州株式会社へ名義変更されている）。
- イオンスーパーセンターから転換された店舗はいずれも改装と同時にホームセンターが新たにオープンされたが、イオン九州が運営する「ホームワイド」ではなく、アークランズ（旧:ビバホーム株式会社）が運営する「スーパービバホーム」が出店している。自社でホームセンターを持つイオン九州のショッピングセンターにライバル企業のホームセンターが出店するのは異例のケースとなる[29]。2020年9月3日に八代店[30]、同年10月8日には熊本中央店が順次オープンした（後者はイオン熊本中央店が2025年2月28日に閉店[31]するのに先行し、2024年11月17日に閉店）。
- かのや店は2022年9月25日をもって閉店[32]したプラッセだいわ21鹿屋店跡に居抜き出店し、大規模改修の上で「イオンショッピングセンター」として再開業した店舗である[33]。

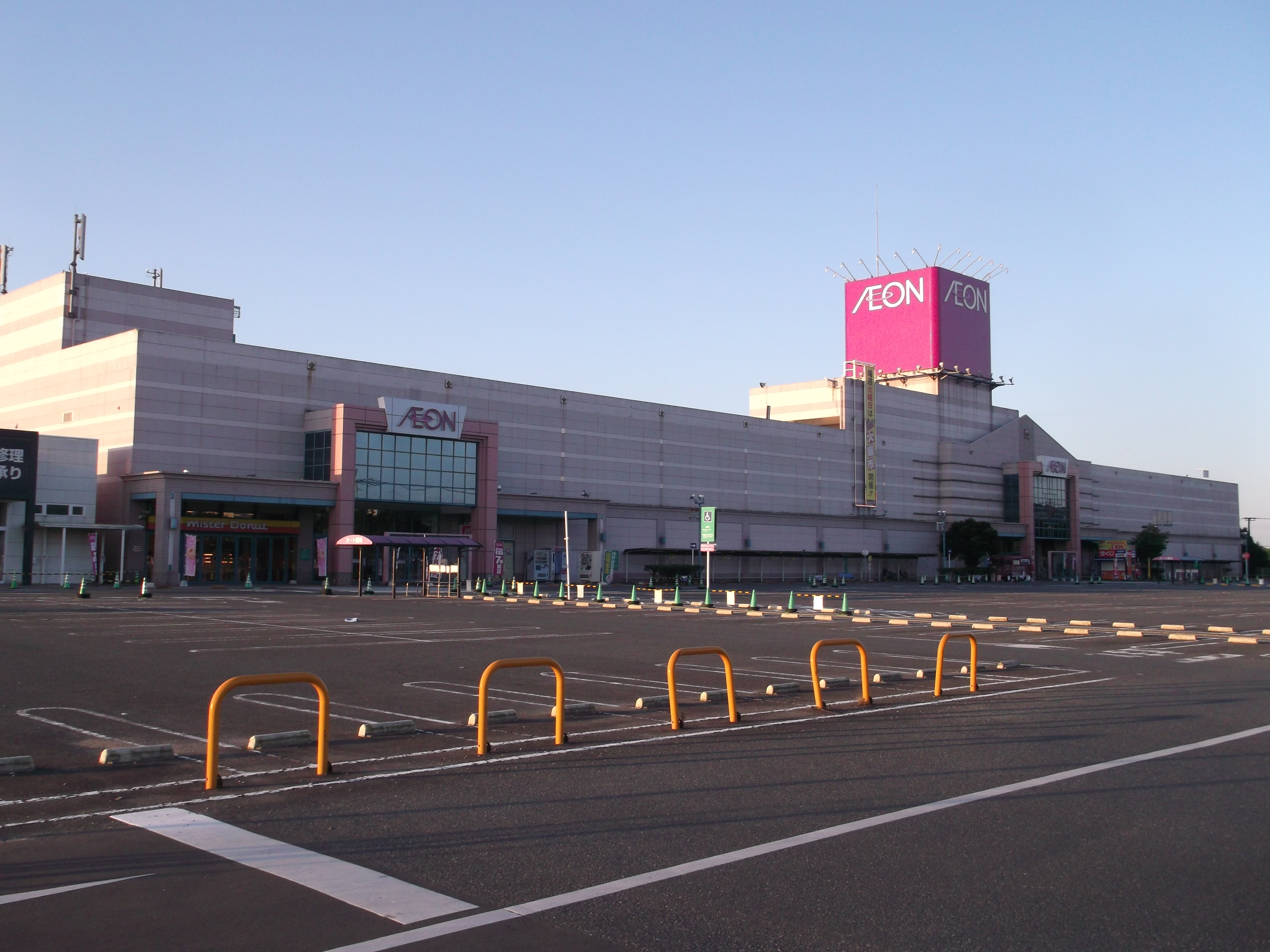
イオン甘木 ショッピングセンター （福岡県朝倉市） ※核店舗は旧ジャスコ店舗
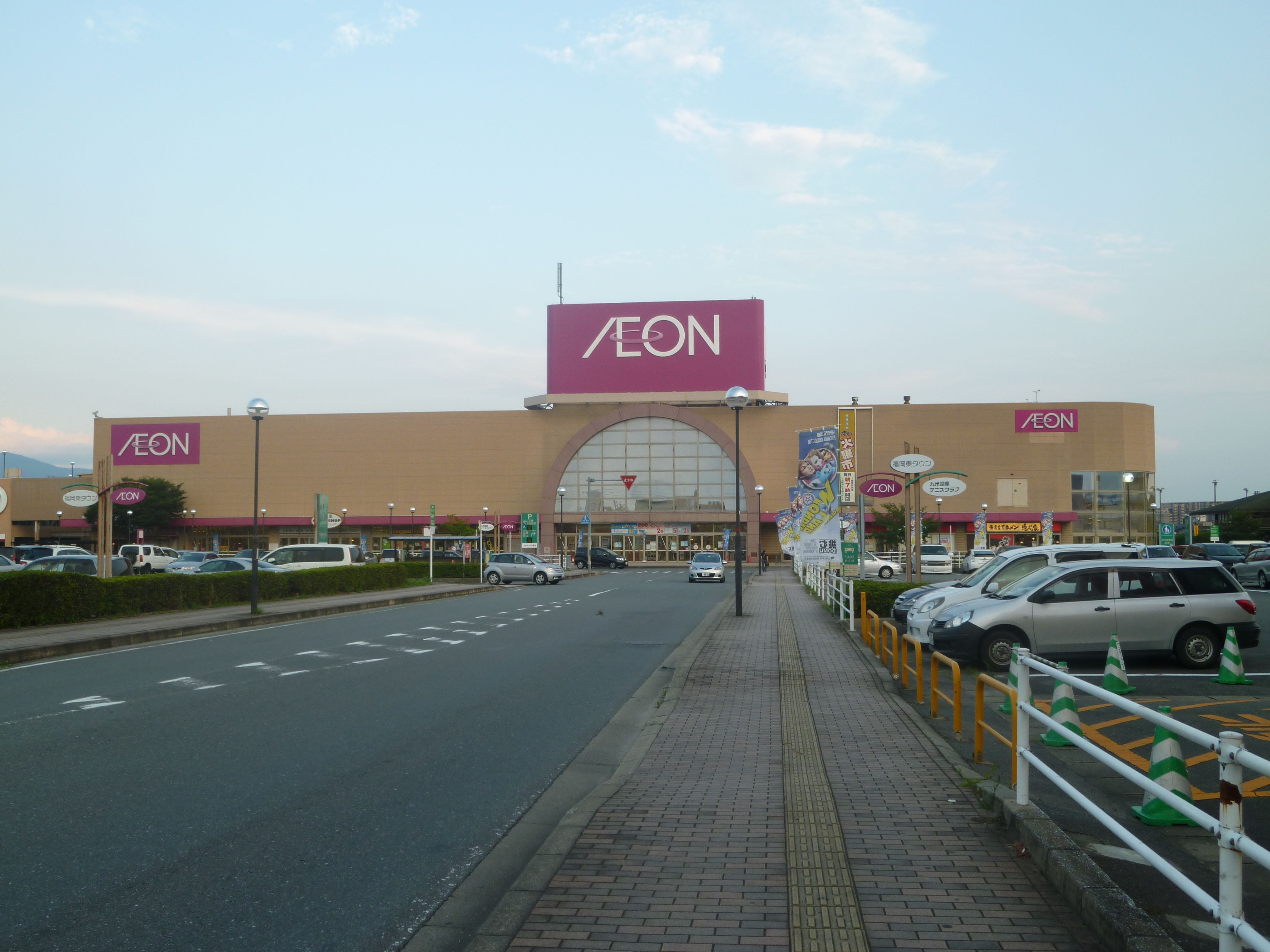
イオン福岡東 ショッピングセンター （福岡県糟屋郡志免町） ※核店舗は旧サティ店舗（当初はニチイとして営業）
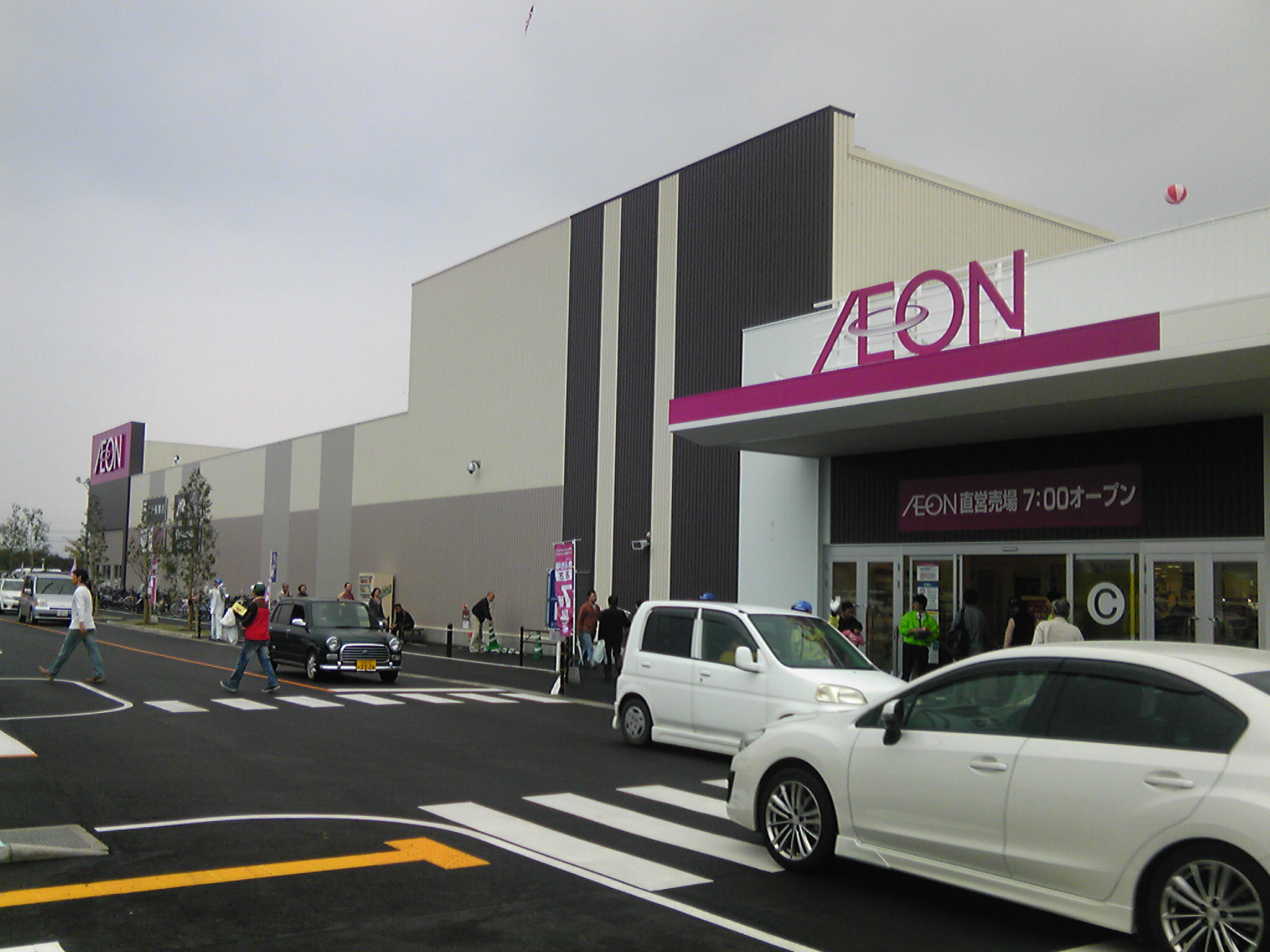
イオン小郡 ショッピングセンター （福岡県小郡市）
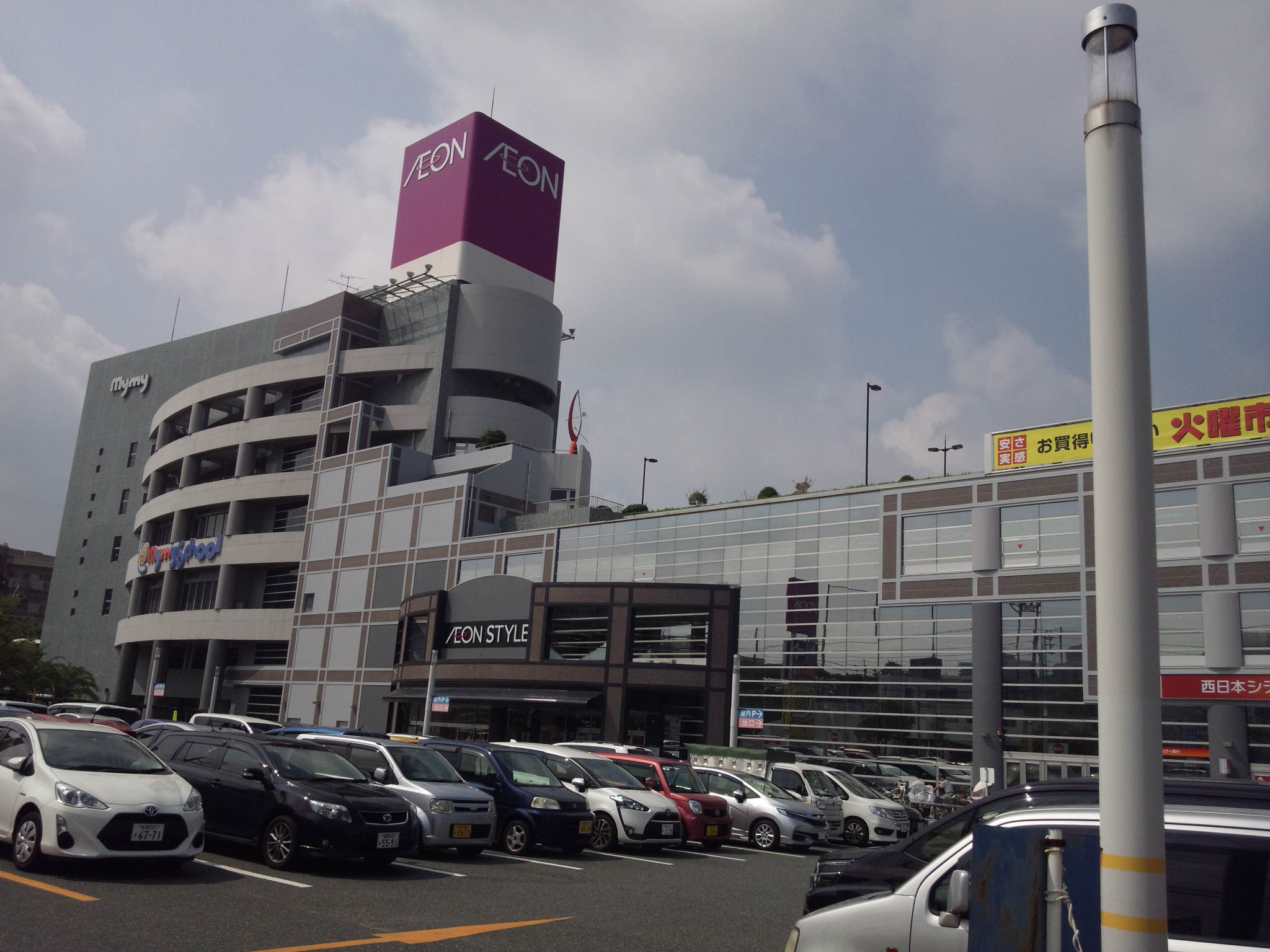
イオンスタイル笹丘 （福岡県福岡市中央区） ※旧ダイエー店舗
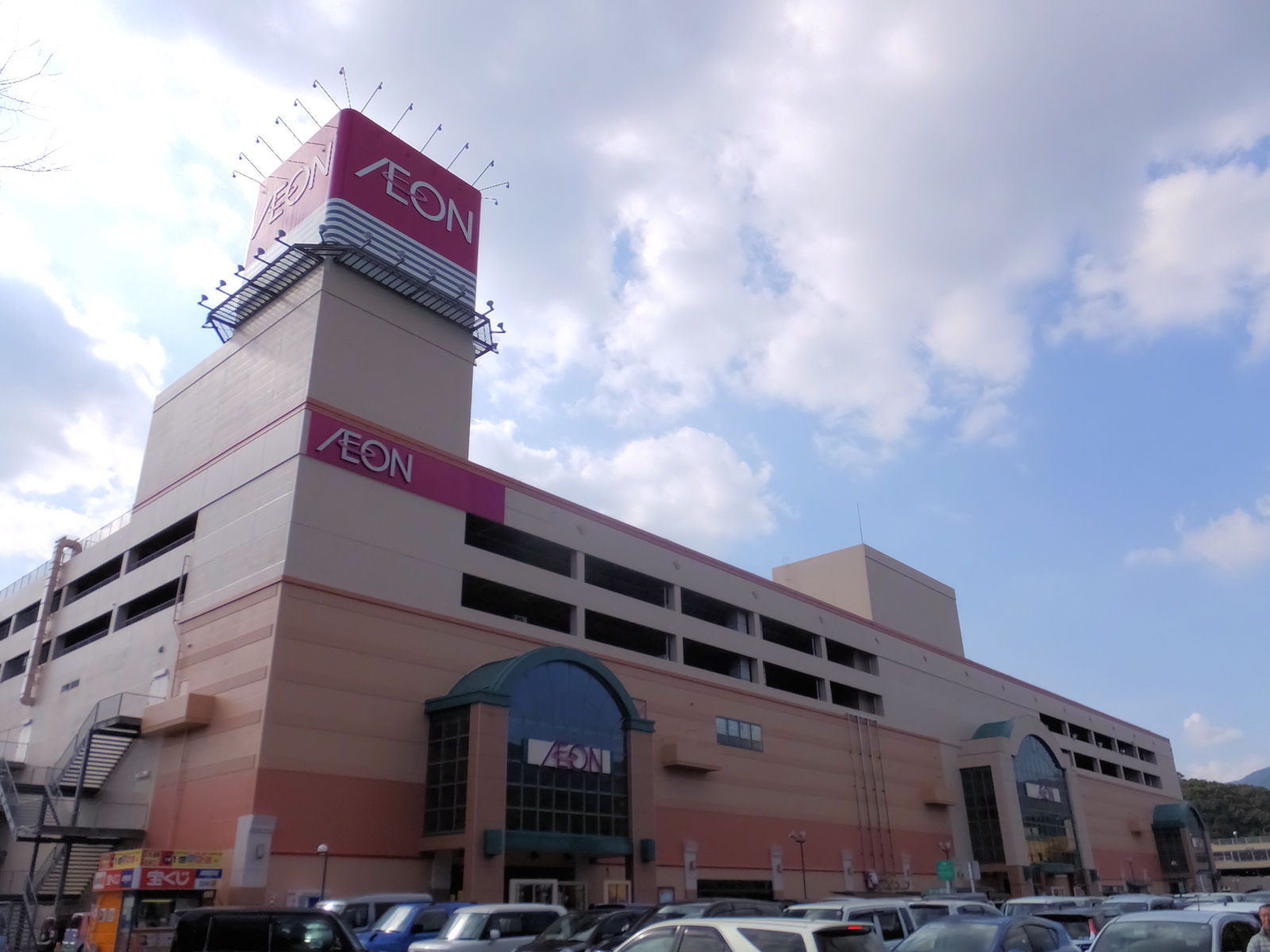
イオン大塔 ショッピングセンター （長崎県佐世保市） ※核店舗は旧ジャスコ店舗
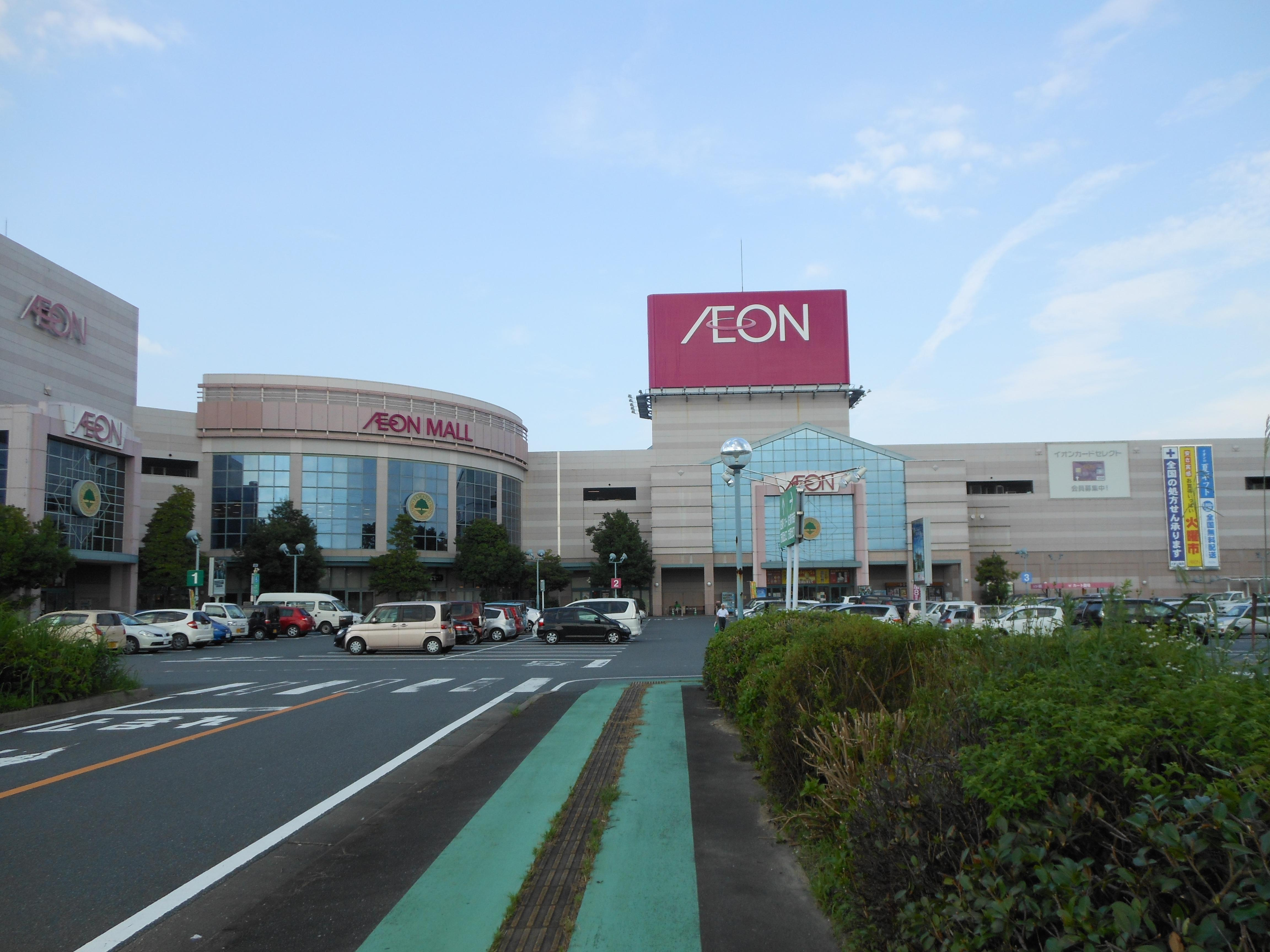
イオンモール佐賀大和 （佐賀県佐賀市） ※核店舗は旧ジャスコ店舗
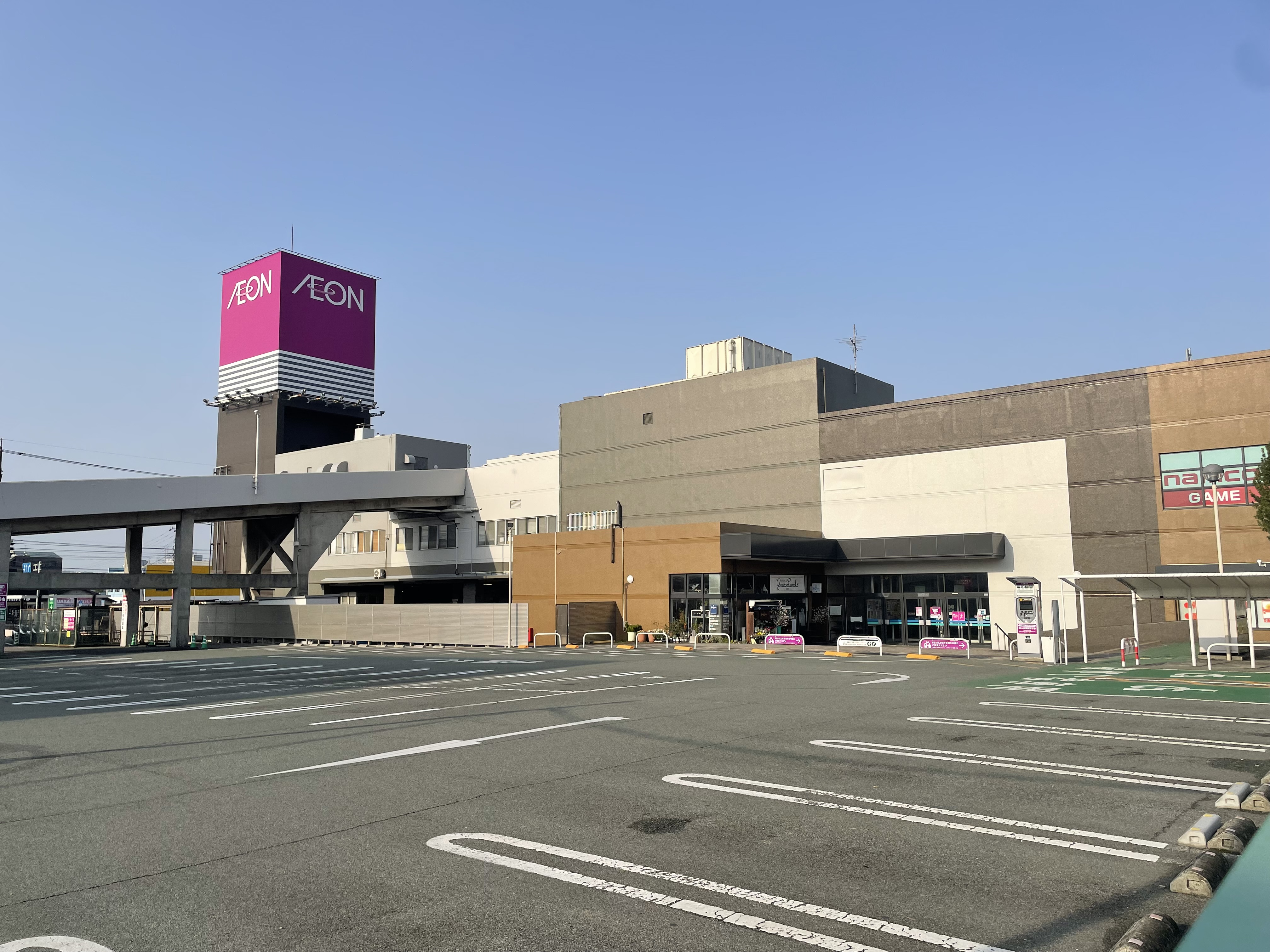
イオン大津ショッピングプラザ （熊本県菊池郡大津町） ※核店舗は旧ジャスコ店舗
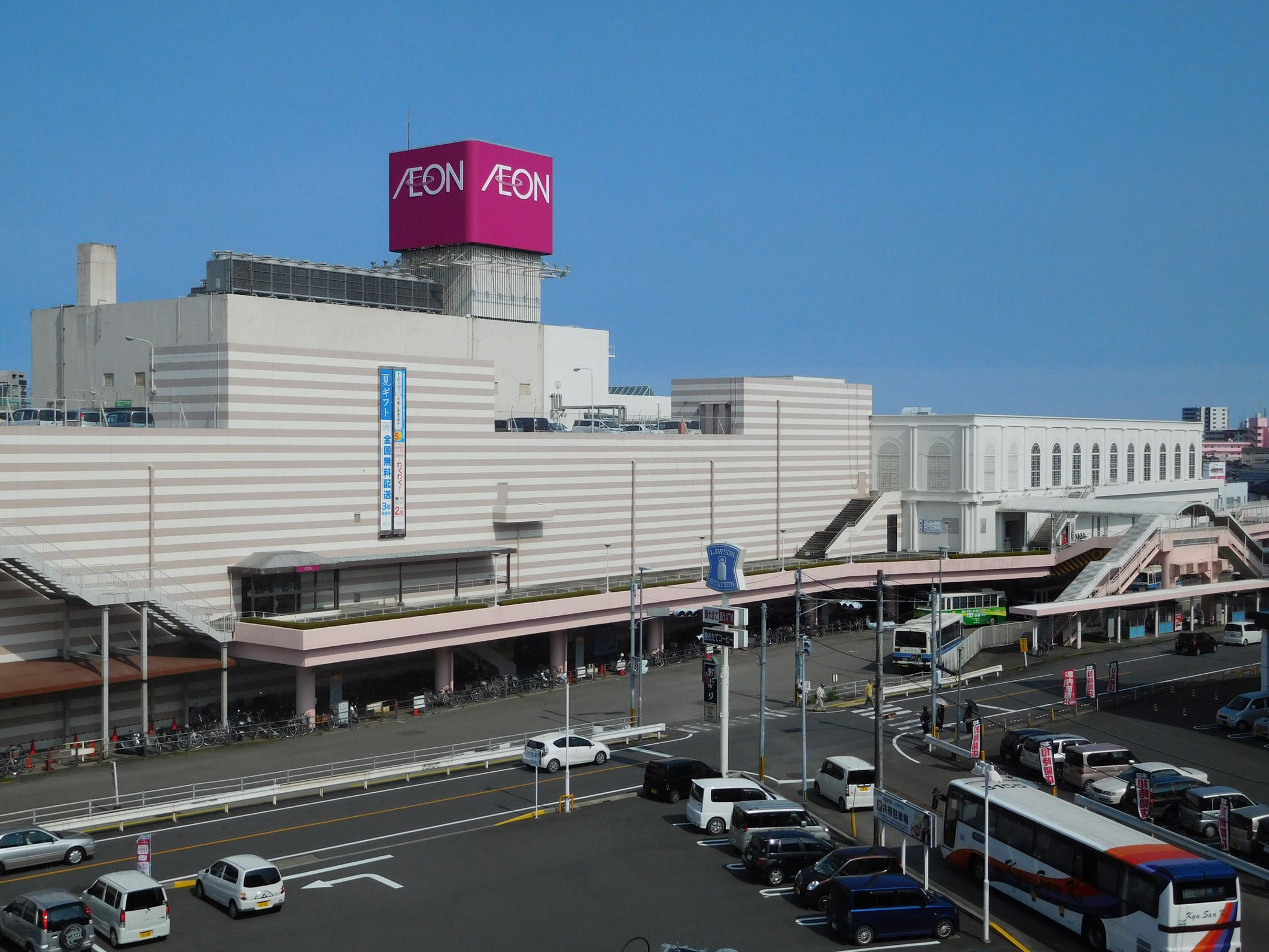
イオン南宮崎店 （宮崎県宮崎市） ※旧ダイエー店舗
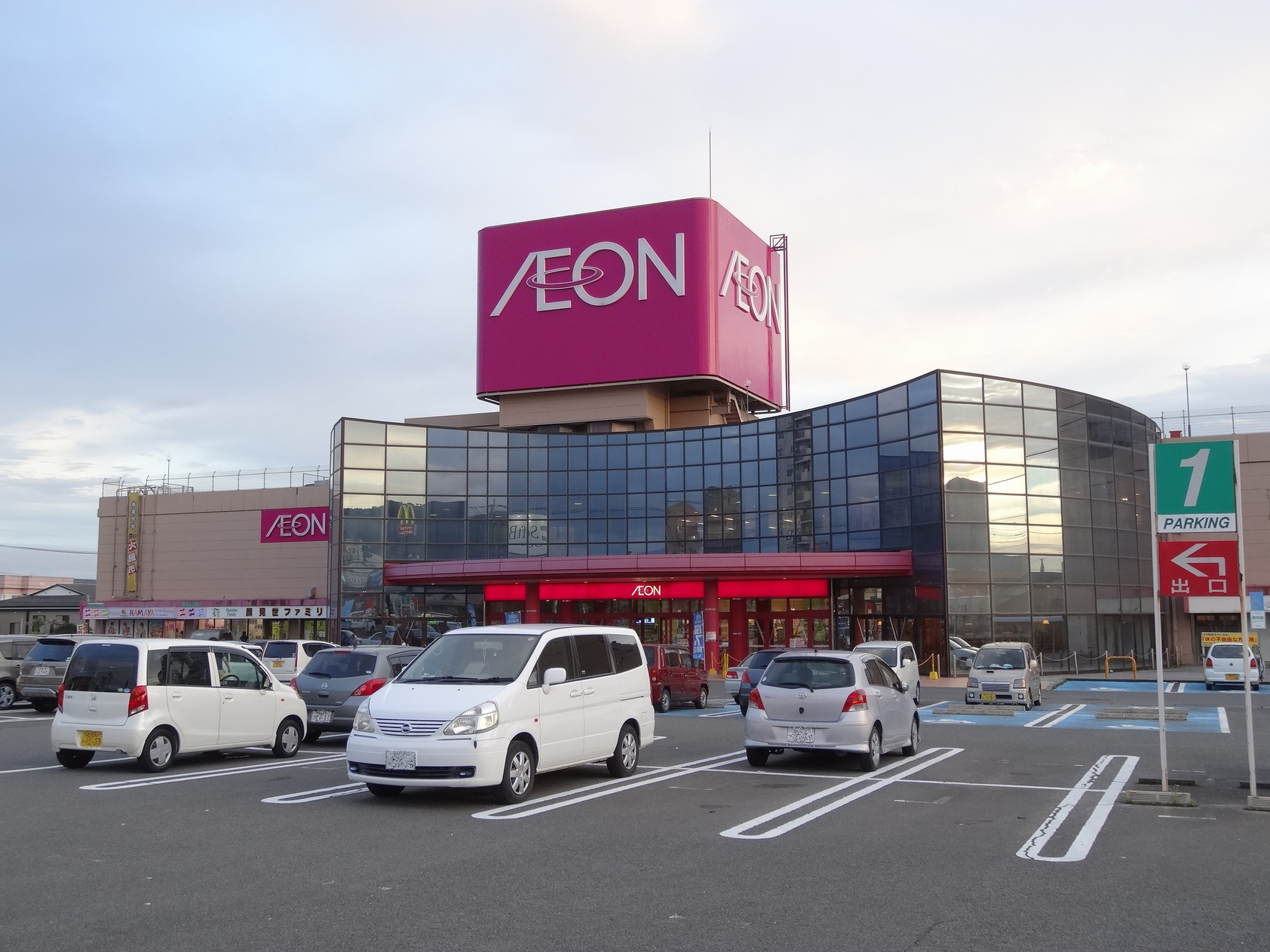
イオン隼人国分 ショッピングセンター （鹿児島県霧島市） ※核店舗は旧サティ店舗
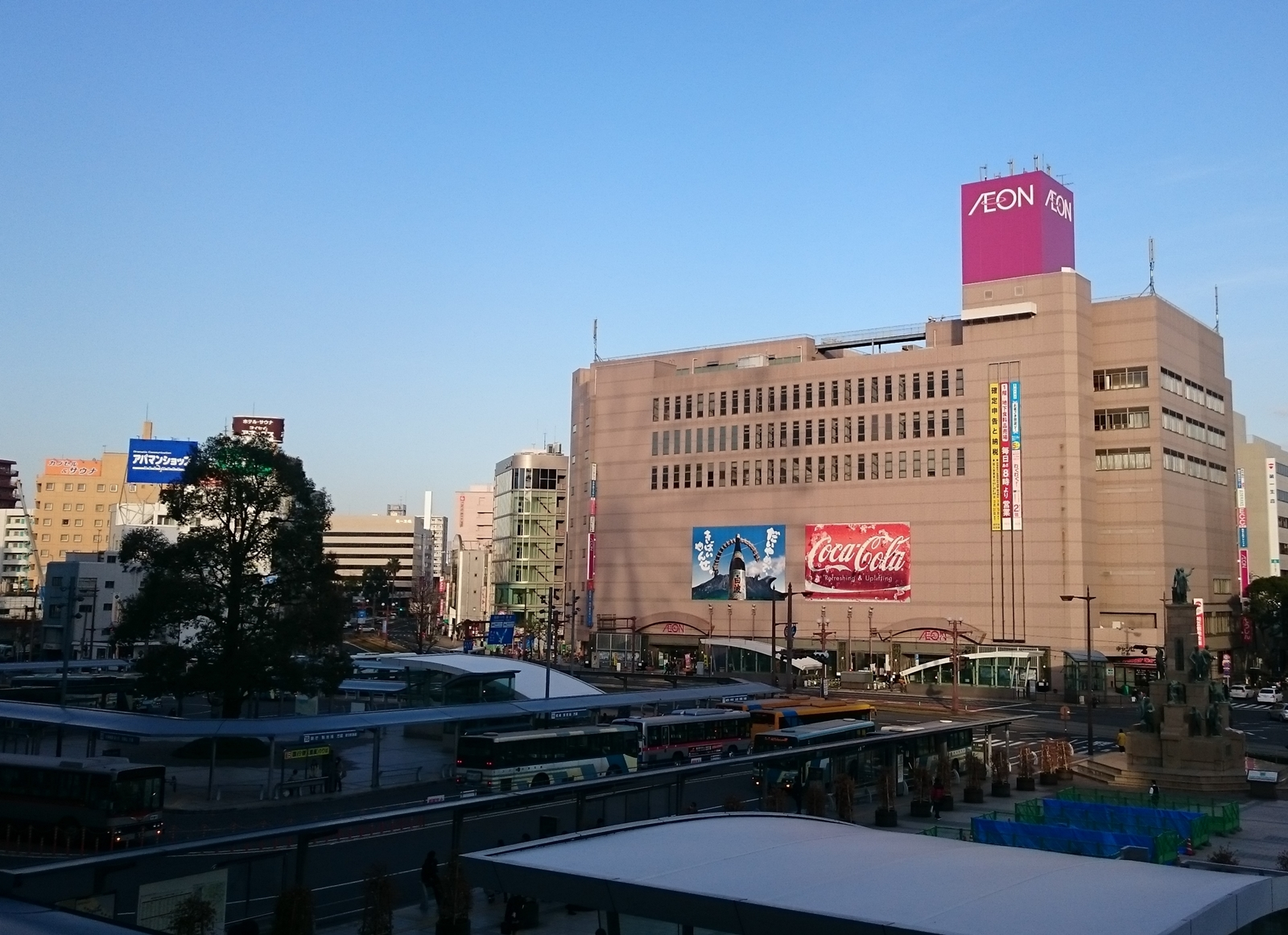
イオン鹿児島中央店 （鹿児島県鹿児島市） ※旧ダイエー店舗

### マックスバリュ/マックスバリュ エクスプレス
マックスバリュ九州との合併により承継した店舗ブランドで、イオングループが国内及び海外で展開する食品が中心のスーパーマーケット。マックスバリュ九州との合併により、九州全県の142店舗（このうち、「マックスバリュ エクスプレス」は福岡県・佐賀県・鹿児島県に31店舗）を承継。その後、新規開業が22店舗（うち、「マックスバリュエクスプレス」15店舗）、「レッドキャベツ」から屋号変更した1店舗（エクスプレス福岡空港店）、「マックスバリュくらし館」から屋号変更した4店舗（久福木店、国府店、猪野店、市浜店）が加わり、3店舗が「ザ・ビッグ」へ業態転換。8店舗が閉鎖したため、2025年8月時点で158店舗（うち、「マックスバリュエクスプレス」は44店舗）を展開している。
なお、佐賀県の基山店と宮崎県の岡富店の2店舗は元々イオン九州が運営していたが、2004年4月にマックスバリュ九州へ営業譲渡されており、今回の合併により、16年5ヶ月ぶりにイオン九州の運営に戻ったことになる。
また、長崎県対馬市にある対馬いづはら店（旧レッドキャベツ店舗）はイオン壱岐店、イオンプラザ大島店同様に離島に出店する店舗（離島での「マックスバリュ」に関しては、イオン琉球が沖縄県の宮古島に2店舗、石垣島に4店舗の計6店舗を展開している）。エクスプレス野芥駅前店はイオン野芥店内に食品テナントとして入居する店舗である。

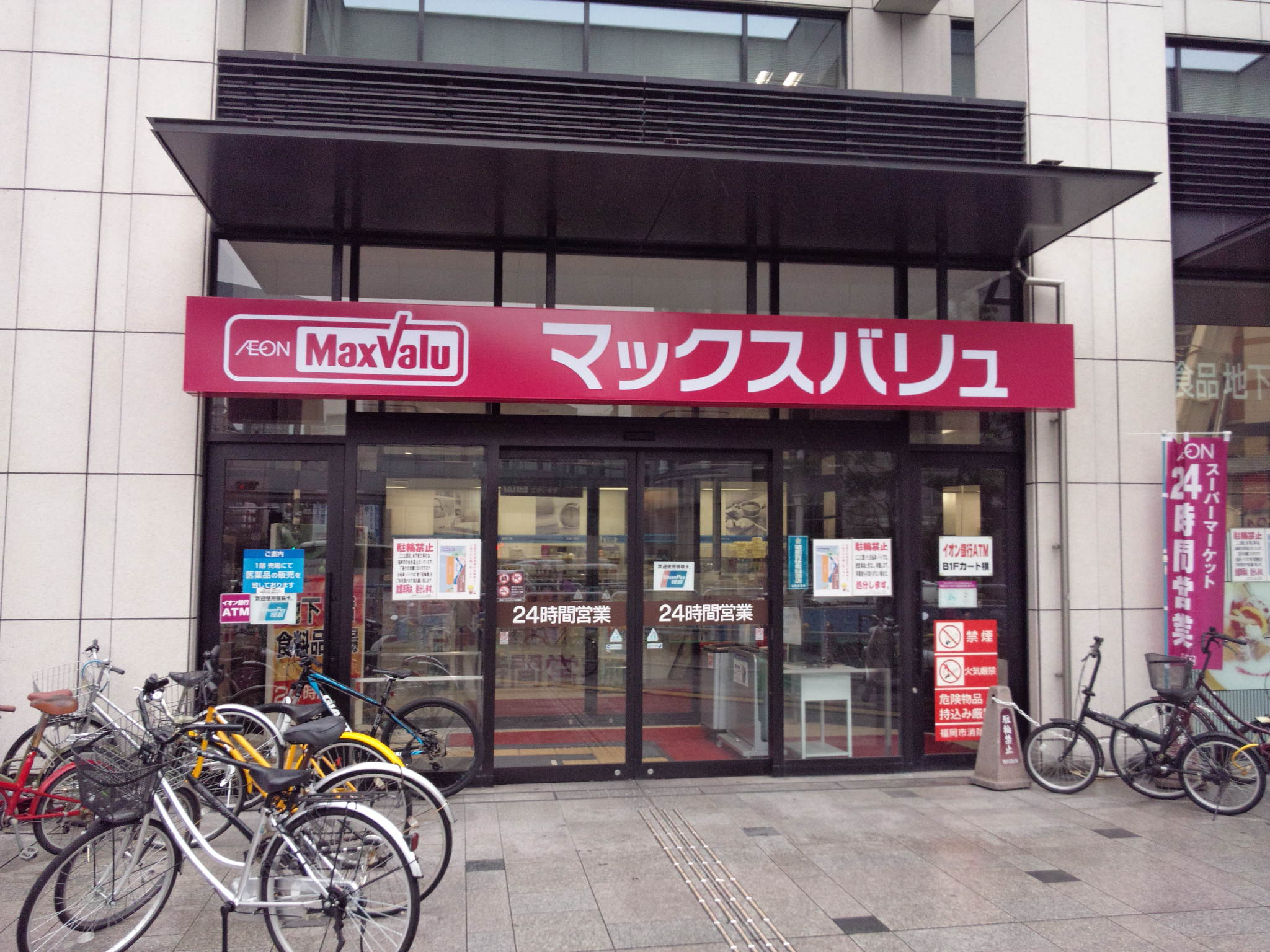
マックスバリュエクスプレス 博多祇園店 （福岡県福岡市博多区） ※旧グルメシティ店舗
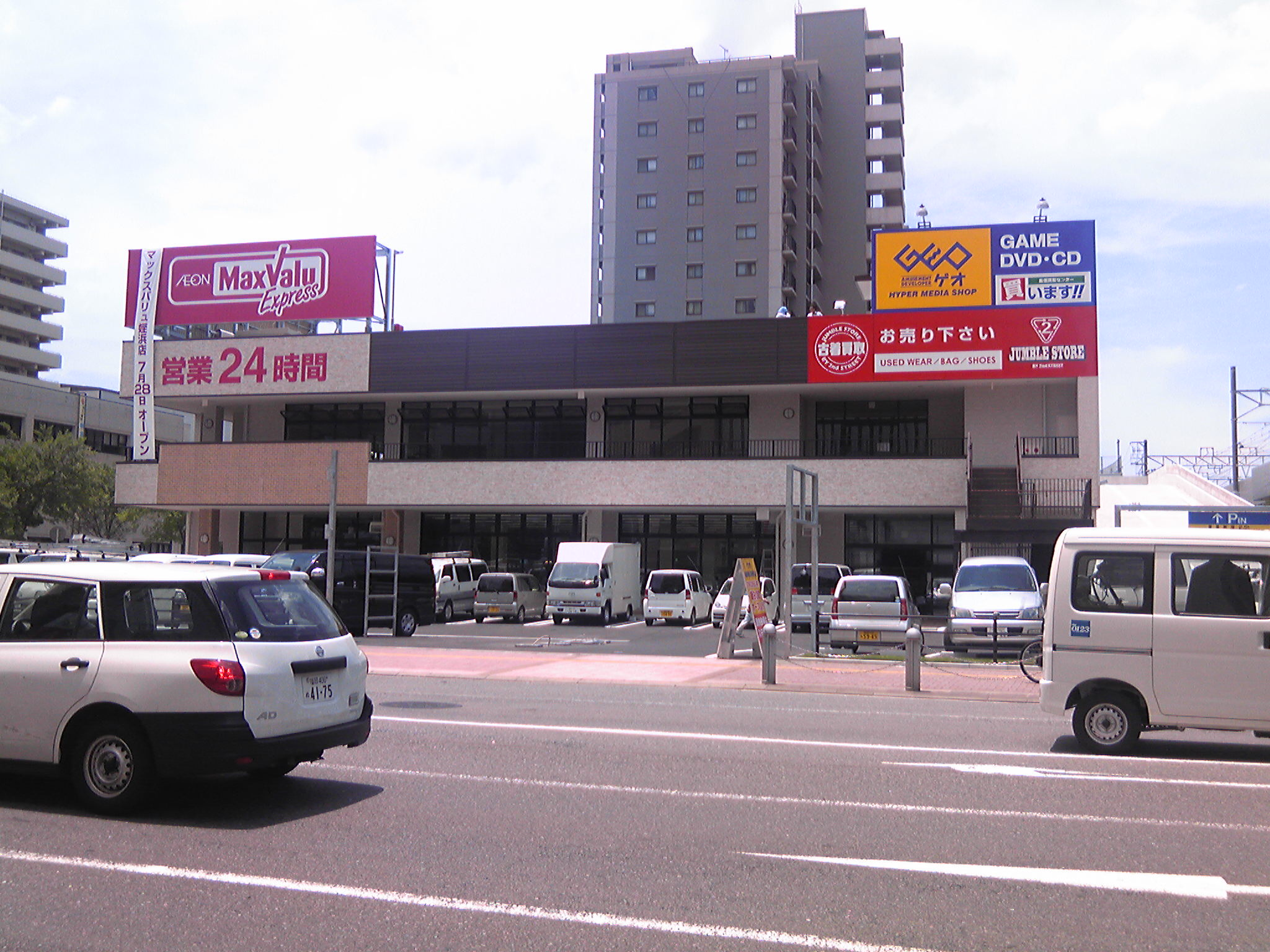
マックスバリュエクスプレス 姪浜駅前店 （福岡県福岡市西区）

### マックスバリュくらし館/マックスバリュハロー
マックスバリュ九州との合併により継承した店舗ブランドで、中・小規模のスーパーマーケット。イオン時津店と同じ経緯で旧寿屋からの営業譲渡や旧ハローから継承した店舗が母体で、旧店舗ブランドを残している。マックスバリュ九州との合併時点では、「マックスバリュくらし館」は福岡県の久福木店、熊本県の国府店、大分県の高田店・猪野店・市浜店、宮崎県の田野店の6店舗、「マックスバリュハロー」は佐賀県の東与賀店1店舗をそれぞれ展開している。
その後、改装のタイミングで店舗名から「くらし館」が外され、「マックスバリュくらし館」の店舗は大分県の高田店、宮崎県の田野店の2店舗のみに縮小された。

### レッドキャベツ
マックスバリュ九州との合併により継承したスーパーマーケット。元々は同名の運営会社（株式会社レッドキャベツ）によって運営されていた。マックスバリュ九州との合併時点で福岡県の福岡空港店と甘木駅前店、佐賀県の多布施店と蔵上店、長崎県のみらい長崎ココウォーク店の5店舗を承継したが、2020年10月に多布施店と蔵上店が、同年11月に甘木駅前店が「ザ・ビッグ」に順次業態転換し、2021年初頭に福岡空港店が「マックスバリュエクスプレス」へ屋号変更したことで、みらい長崎ココウォーク店の1店舗のみとなっている。

### COCOSA B1
マックスバリュ九州との合併により継承した店舗ブランドで、熊本県熊本市中央区の複合商業施設「COCOSA」の地下1階に出店するフードスタイルストア。

### ザ・ビッグ/ザ・ビッグ エクスプレス
マックスバリュ九州との合併により継承した店舗ブランドで、生鮮食料品と日用雑貨が中心のディスカウントストア。マックスバリュ九州との合併により、福岡県・佐賀県・熊本県の25店舗（このうち、「ザ・ビッグ エクスプレス」は福岡県と熊本県に6店舗）を承継。前述したように、2020年10月から11月にかけ、「レッドキャベツ」からの業態転換により多布施店、鳥栖蔵上店（旧蔵上店）、甘木駅前店が順次オープン。2021年7月に大分県に2店舗（豊後高田店・宇佐店）、同年10月に熊本県の山鹿店、2022年2月に福岡県の田主丸店、2024年6月に日田店が順次がオープン。2023年6月と同年8月に1店舗ずつ、2024年7月に2店舗を順次閉鎖したため、2024年10月時点で29店舗を展開している。
このうち、佐賀県杵島郡江北町にある江北店は、イオン江北店内に食品テナントとして出店している店舗である。
また、福岡県の田主丸店と大分県1号店としてオープンされた豊後高田店はマックスバリュ基山店、マックスバリュ岡富店同様に元々イオン九州でオープンし、2004年4月にマックスバリュ九州へ営業譲渡されたが、2020年9月の合併により再びイオン九州の運営となった店舗である。
大半がイオングループの他ブランドから業態転換した店舗であり、新規店舗についても居抜き出店による開業が多く、2024年7月時点で当初から「ザ・ビッグ」として建設されたのは宇佐店と日田店、マックスバリュ九州が開設した菊陽店の3店舗のみとなっている。

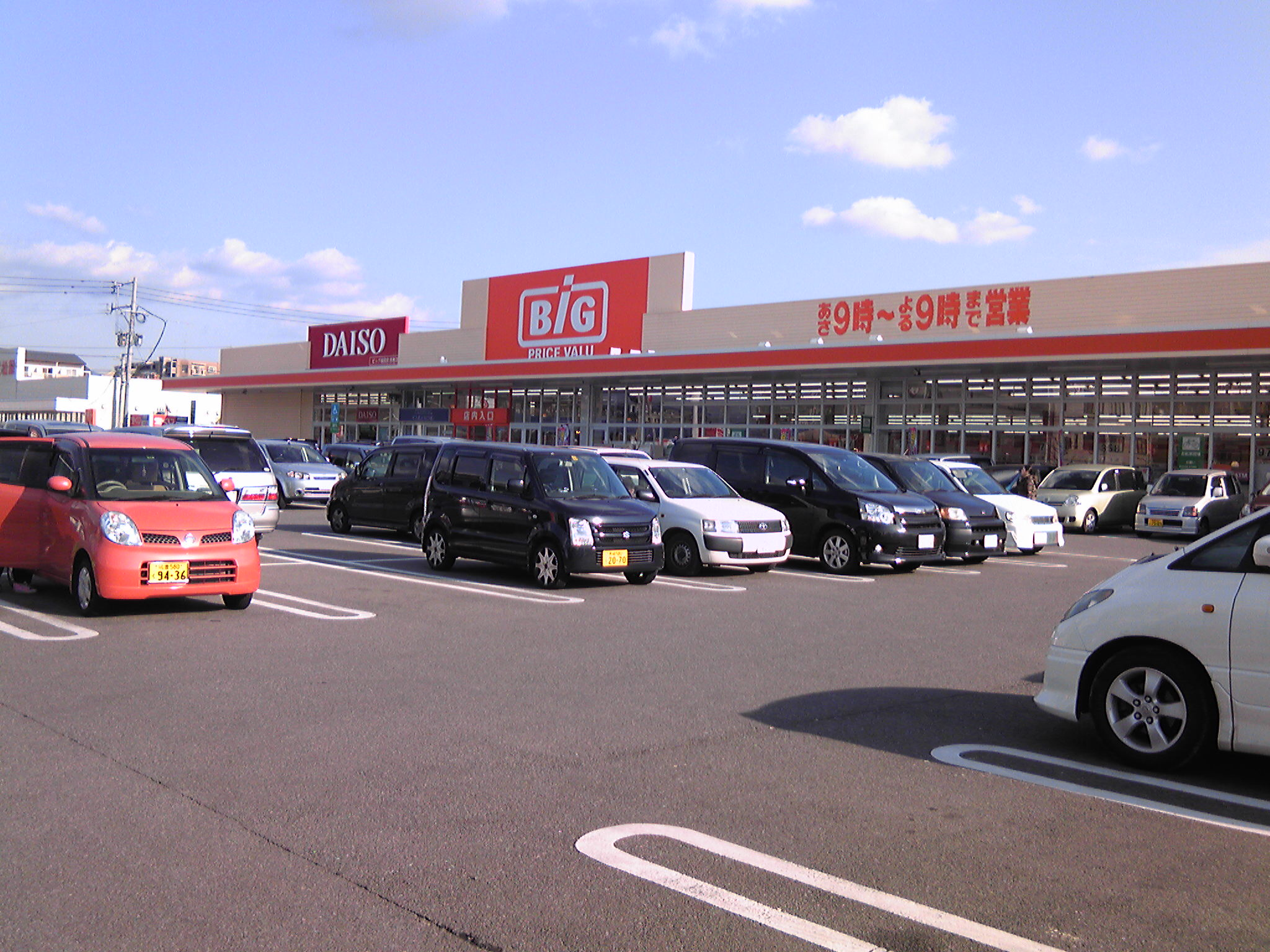
ザ・ビッグ福岡空港東店 （福岡県糟屋郡志免町） ※旧マックスバリュ店舗

### ホームワイド
ホームワイド（旧・横萬ホームセンター）との合併により継承したホームセンター。また、イオン九州が新規開業したホームセンターも同ブランドで展開されている。2020年9月には、ホームワイドの派生業態として建築業を中心としたプロユースに特化したプロショップ「ホームワイドプロ」を立ち上げた。
なお、合併後に開店した店舗だけでなく、田主丸店のように合併前から営業している店舗についても順次「AEON」ロゴが表記されるようになっている。

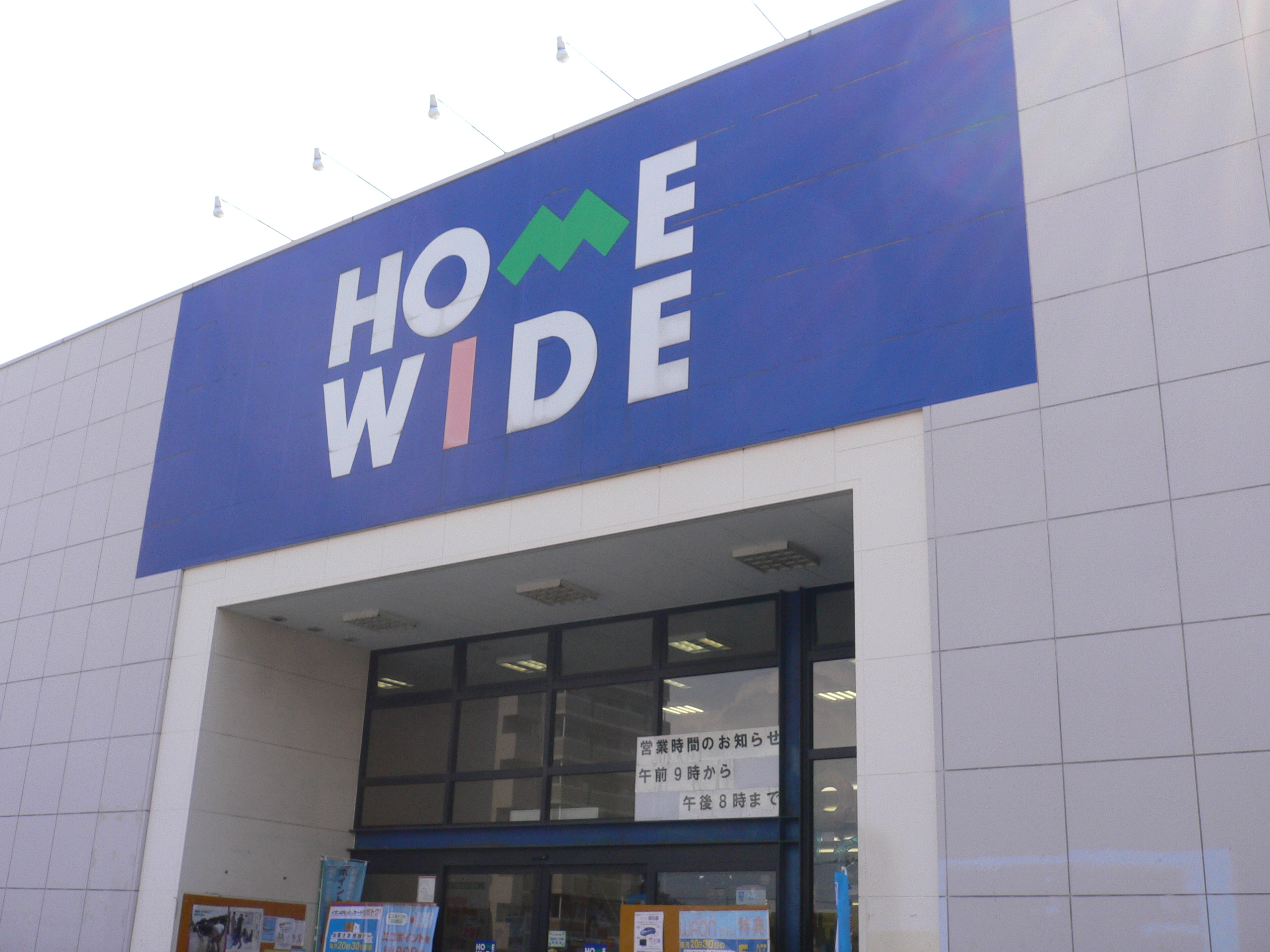
ホームワイド和白店 （福岡県福岡市東区）
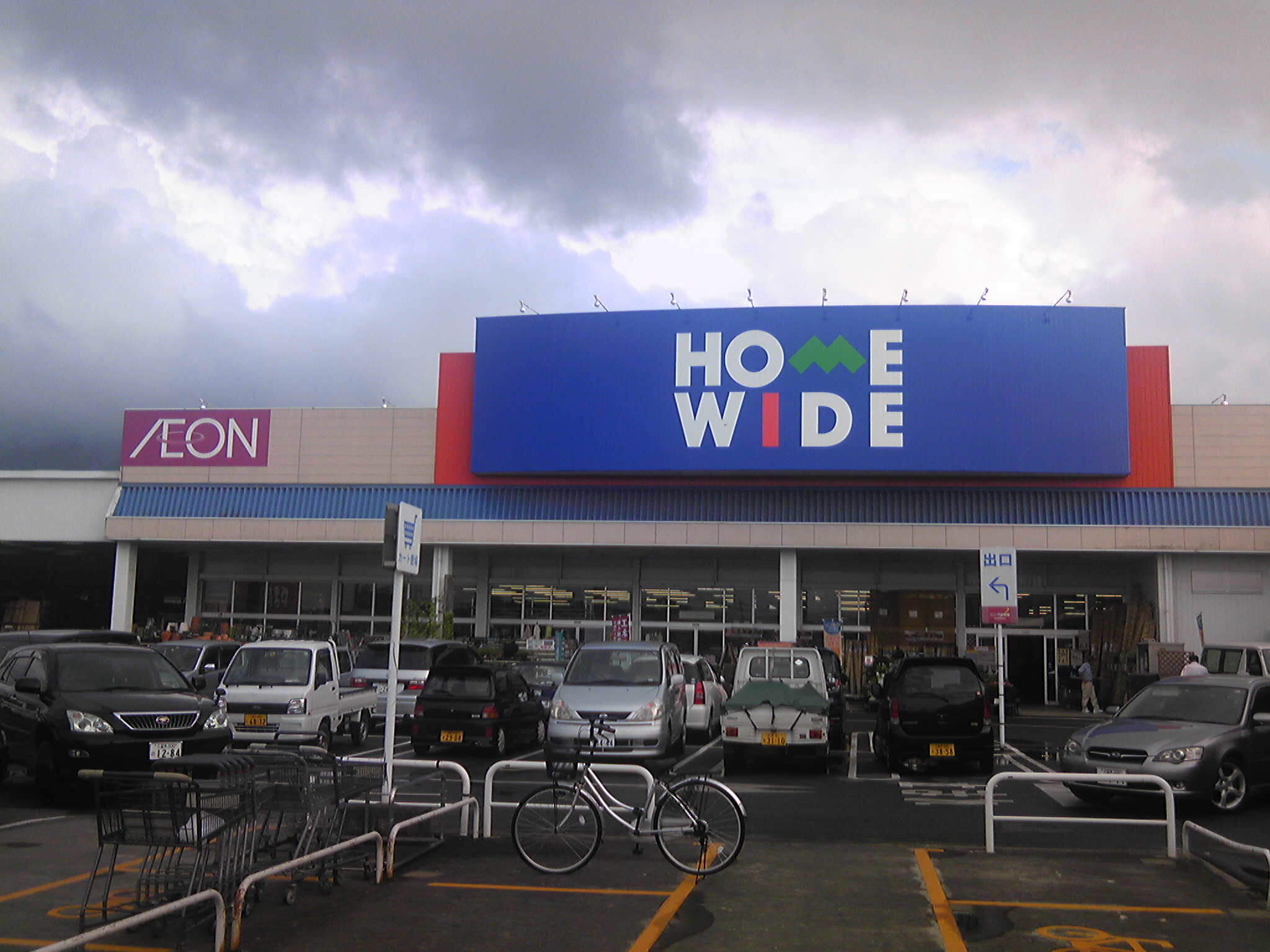
ホームワイド田主丸店 （福岡県久留米市）

### イオンバイク
イオン九州が運営するGMS店舗およびホームワイドで培ってきた自転車販売や修理等のサービスをより地域に密着しながら、さらに広くお客様に提供するために2010年に立ち上げた自転車専門店。1号店の石丸店は、単独店舗として全国初のケースとなる。その後、石丸店は2016年11月20日に閉店している。
元々「イオンサイクルショップ」として事業展開を始めたが、全国ブランドでもある「イオンバイク」を併用するようになり、「イオンサイクルショップ」として開業した店舗も順次「イオンバイク」へ屋号変更したことで、イオン九州が運営する店舗すべてが「イオンバイク」に統一した。
2020年4月現在、単独店舗として営業している店舗は6店舗（福岡5、熊本1）で、このうち、新大江店（熊本県熊本市中央区）は自転車修理を専門とする特殊業態の店舗である。また、自転車売場を設けている「イオン」の一部は「イオンバイク」としている店舗が19店舗（福岡10、長崎1、熊本3、大分1、宮崎1、鹿児島3）ある。

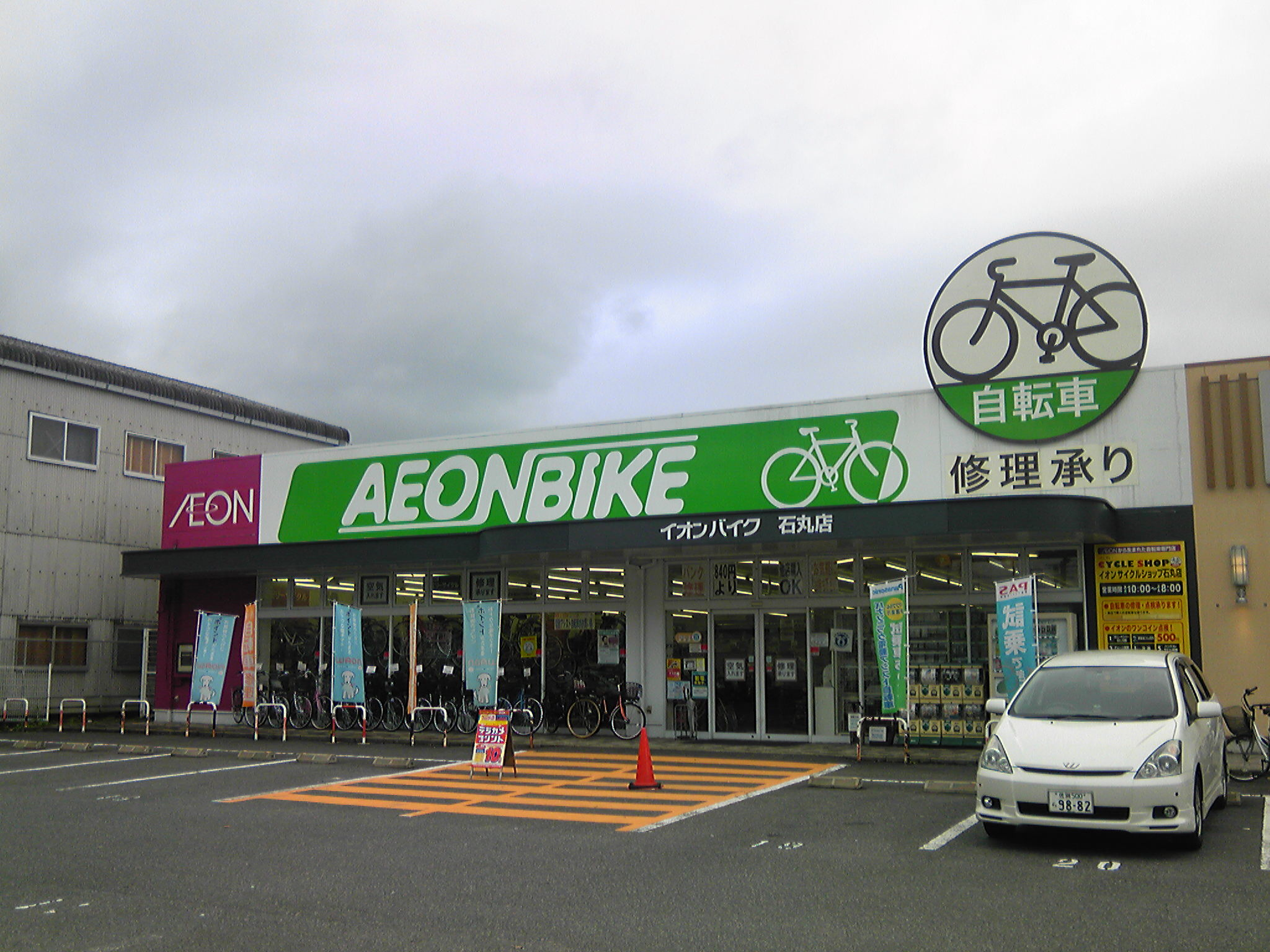
イオンバイク石丸店 （福岡県福岡市西区） ※2016年11月閉店

### インナー&カジュアルプラス
衣料品・暮らしの品・化粧品に特化した店舗。前述したイオン佐世保四ヶ町店に近い品揃えの業態となるが、イオン九州独自の店舗ブランドとして新たに立ち上げたものである。
有田店（佐賀県有田市）は食品スーパーのマックスバリュ有田店に隣接しており、「マックスバリュ」では取り扱わない品目を補完する役割も担っている。

### b!olala(ビオララ)
オーガニック商品、ナチュラル商品、ヘルス＆ウェルネス商品などを中心に取りそろえ、健康志向や環境意識の高い顧客層に向けた業態。イオンスタイル笹丘、イオンモール香椎浜、イオン宮崎店、 ONE FUKUOKA BLDG.などで展開している。

### その他
同じイオングループのウエルシア薬局が運営するドラッグストア「ウエルシア熊本麻生田店」内に、当社がコンセッショナリー（看板を持たない専門店）形態として生鮮食品、総菜、弁当、ベーカリー、フローズンの販売を行っている。

## 過去に存在していた店舗
マックスバリュ九州との合併後に閉店したマックスバリュ
- 福岡県
  - うきは市 - 吉井店（2022年2月28日閉店[39]）
  - 大野城市 - エクスプレス若草店（2023年1月9日閉店、閉店後、運営をイオンウエルシア九州へ移管し、調剤併設型ドラッグストアとスーパーマーケットの一体型店舗「ウエルシアプラス」の1号店となるウエルシアプラス大野城若草店として同年4月6日に再開業[広報 43]）
  - 北九州市八幡西区 - 本城店（2022年8月31日閉店[40]）
  - 福岡市博多区 - 雑餉隈店（旧ダイエー店舗・2025年2月28日閉店[41]）
  - 糟屋郡新宮町 - 新宮杜の宮店（2024年9月20日閉店[42]、閉店後、運営をイオンウエルシア九州へ移管し、調剤併設型ドラッグストアとスーパーマーケットの一体型店舗「ウエルシアプラス」へ業態転換し、ウエルシアプラス新宮杜の宮店として2025年1月16日に再開業[広報 44]）
- 長崎県
  - 長崎市 - 矢上団地店（旧グルメシティ店舗・2023年10月31日閉店）
- 大分県
  - 由布市 - 湯布院店（旧グルメシティ店舗・2023年5月10日閉店、建て替えを経てイオン湯布院店として2024年3月29日に再開業[広報 45]）
- 熊本県
  - 合志市 - 永江団地店（旧くらし館→マックスバリュくらし館店舗・2024年9月20日閉店、閉店後、運営をイオンウエルシア九州へ移管し、調剤併設型ドラッグストアとスーパーマーケットの一体型店舗「ウエルシアプラス」へ業態転換し、ウエルシアプラス永江団地店として同年12月19日に再開業[広報 46]）
- 鹿児島県
  - 鹿屋市 - リナシティかのや店（2024年10月31日閉店、前述したように同年11月21日にイオンかのやショッピングセンターが開業したことにより、実質的な移転に伴う閉店となった[43]）

マックスバリュ九州との合併後に閉店したザ・ビッグ
- 福岡県
  - 朝倉市 - 甘木駅前店（旧レッドキャベツ店舗・2023年6月20日閉店、閉店後、運営をイオンウエルシア九州へ移管し、調剤併設型ドラッグストアとスーパーマーケットの一体型店舗「ウエルシアプラス」へ業態転換し、ウエルシアプラス朝倉甘木駅前店として同年9月14日に再開業[広報 47]）
  - 糟屋郡宇美町 - エクスプレス宇美店（旧マックスバリュ店舗・2023年8月20日閉店）
- 佐賀県
  - 鳥栖市
    - 鳥栖蔵上店（旧レッドキャベツ店舗・2024年7月20日閉店、閉店後、運営をイオンウエルシア九州へ移管し、調剤併設型ドラッグストアとスーパーマーケットの一体型店舗「ウエルシアプラス」の佐賀県1号店となるウエルシアプラス鳥栖蔵上店として同年8月1日に再開業[広報 48]）
    - 鳥栖店（旧さが旬鮮市場店舗・2024年7月20日閉店、閉店後、運営をイオンウエルシア九州へ移管し、調剤併設型ドラッグストアとスーパーマーケットの一体型店舗「ウエルシアプラス」へ業態転換し、ウエルシアプラス鳥栖店として同年10月31日に再開業[広報 49]）

## かつて存在した業態

### 花のえき
かつて「ホームワイド」が展開していた園芸専門店。福岡県筑紫野市の筑紫野東急ショッピングセンター（現、筑紫野ベレッサ）や大分県に出店していたが筑紫野店閉鎖時に業態を廃止した。

### ワイドマート
元々は旧ホームワイドが展開していたディスカウントストア業態。合併後も展開していたが、順次閉店したことに伴って一旦消滅した。
その後、2010年に「ホームワイド」をベースに品ぞろえを見直した「スーパーワイドマート」（SUPER WIDE MART）を立ち上げ、事実上「ワイドマート」の屋号が復活。翌年の2011年からは派生ブランドとして小型店舗の「ワイドマート ドラッグ&フード」（WIDE MART Drug & Food）も展開し、既存の「ホームワイド」の一部店舗を転換。新規店舗もオープンされ、店舗数を増やしていった。
しかしながら、2014年5月にオープンしたワイドマート ドラッグ&フード和白東店を最後に新規出店が行われなくなり、「スーパーワイドマート」は2014年6月に長崎県の溝陸店、2021年9月に佐伯店（同時に店舗名も鶴岡店に変更）が順次「ホームワイド」へ屋号変更したことにより消滅。「ワイドマート ドラッグ&フード」も2018年2月以降順次閉店となり、最後まで営業していた麻生田店も2022年1月に閉店したことで「ワイドマート」の屋号が再度消滅。当社が展開するディスカウントストアは2020年9月にマックスバリュ九州を合併した際に引き継いだ「ザ・ビッグ」へ一本化された。
また、「ワイドマート ドラッグ&フード」の2店舗（和白東店・麻生田店）は閉店後同じイオングループのウエルシア薬局へ移管・ドラッグストアへ転換され、2021年12月にウエルシア福岡和白東店、2022年4月にウエルシア熊本麻生田店として順次オープンされた。前述したように、ウエルシア熊本麻生田店については、当社がコンセショナリー出店により、生鮮食品・惣菜・弁当・ベーカリー・フローズンを担当している。

## 火曜市のテレビCM
イオンリテールやマックスバリュ地域会社で開催されている「火曜市」は、以前マックスバリュ九州では実施していなかった（代替として「木よう市」を実施する）ため、イオン九州では「スーパー火曜市」として専用のCMを制作し、沖縄県を除く九州地区全域で放映されていたが、2012年11月20日にマックスバリュ九州でも「火曜市」がスタートしたことで、イオンリテールと共通のTVCMが放映されていた。その後、新たにイオン九州専用の「火曜市」のTVCMが制作され、2014年6月30日より放映を開始した（「火曜市」のTVCMがイオン九州専用版に戻るのは約1年7ヶ月ぶり）。
2010年（平成22年）3月まではイオン香椎浜ショッピングセンター（現・イオンモール香椎浜）で撮影されたCMが放映されていたが、同年4月からCMがリニューアルされ、「お客さま感謝デー」や「お客さまわくわくデー」など、他のイベントとの同時開催時における併記ができるようになり、ハイビジョン化された。また、2011年3月のブランド統合により、一部箇所を変更した改訂版（「ジャスコとサティの～」を「イオンの～」に変更）となった。ブランド変更当初（同月上旬ごろ）はCM冒頭に「HAPPY NEW AEON」が挿入されていた。同年11月14日から新バージョンのTVCMがマックスバリュ九州の「火曜市」がスタートするまで約1年にわたって放映されていた。
2014年（平成26年）6月30日からはイオン九州の運営エリア（「ホームワイド」のみの展開である山口県を除く）の県別に7パターンのTVCMが制作され、県によりTVCMが見られるパターンが異なっていた。同年9月15日から2016年（平成28年）8月までは特売の内容を知らせるものとなっていた。同年9月5日以降は他のイオンのTVCM同様に冒頭に「AEON」ロゴを挿入した新バージョンとなった。
使用しているBGMは、スーパー火曜市時代からイオン系スーパー共通CM化まではイオン九州独自のCMソング（歌入り、2020年現在もイオン九州の店内で流れている）が、イオン系スーパー共通CM採用期のみ本州など他のイオン系スーパーと同じCMソング（一週間の替え歌）を使用していた。共通化CM終了後の2014年以降はスーパー火曜市時代と同じイオン九州独自のCMソング（歌なしのインスト版）を使用している。
なお、「火曜市」以外でイオン九州独自のTVCMがあるのは後述する福岡ソフトバンクホークス関連のセール（この場合はマックスバリュ九州との共同開催）や「九州大感謝祭」といったイオン九州独自開催のセール告知に限られ、それ以外はイオングループ共通のTVCMが放映されている（その為、後述する旧ダイエー店舗移管に伴う特例が発生するまで、イオン九州独自でタレントを起用したTVCMが打てない事情があった）。ただし、過去に放映された「イオンネットスーパー」のTVCMに関しては沖縄を除く九州地区において、イオン九州独自のTVCMに差し替えた例がある（2015年8月まで及び同年11月から2016年8月までは「火曜市」のTVCMの最後に「イオンネットスーパー」も併せて告知していた）。

## 旧ダイエー店舗移管による特例・激変緩和措置
HKT48メンバーのTVCM起用
株式会社ダイエーでは2012年（平成24年）6月から九州地区における広告キャラクターとしてHKT48を起用してきた経緯があり、その縁で、2015年（平成27年）9月の旧ダイエー店舗の運営移管時に買い物客への周知を目的に、メンバーの宮脇咲良と兒玉遥がダイエーの広告出演時の衣装のままで、広告のメインである従業員と共に新生イオン九州の発足に伴う関連セールのTVCMの出演した（関連セールの折り込みチラシにも登場した）。
翌月には2015年にイオン九州の独自セールとして新たに開始し、季節ごとに開催している「九州大感謝祭」の同年10月9日～12日開催分において、前日の同年10月8日からの告知用TVCMに宮脇・兒玉に加え、指原莉乃を追加した3人が起用され、同年10月8日の折り込みチラシにも登場した。なお、同年12月3日～6日開催分においても同様だが、2016年3月25日～27日開催分では、宮脇・兒玉・指原に加え、上野遥・朝長美桜・田島芽瑠・森保まどかの4人を追加した7人を起用。同年7月8日～10日開催分（同年10月7日～10日開催分も同様）では一部メンバーチェンジされ、指原・上野・森保に代わり、新たに田中美久を加えた5人が起用。同年12月8日～11日開催分では再度メンバーチェンジされ、朝長・田島・田中に代わり、約9ヶ月ぶりに森保を再起用し、新たに松岡菜摘・松岡はなを起用している。
また、2016年3月よりスケールアップされた「一の市」でも宮脇・兒玉・指原の3人が起用されていた。
2018年2月までにHKT48の起用を終了し、以降はトキヲイキルを起用している。
ハートポイントサービスの経過的利用
マックスバリュ九州などとともに移管対象店限定でダイエーのハートポイントサービスを継続。ただしこれはあくまでも経過措置（激変緩和措置）であり、移管時点では永続・終了いずれの結論も出ていなかった。イオングループでは電子マネーWAONへの切り替えを強力に推進しており、移管前から旧ダイエー店でもWAONが導入されている。また、2015年12月10日より開始した「お10くデー」では、イオンストア九州名義の旧ダイエー店舗に限り、ハートポイントカードの提示でも割引が適用されていた。
なお、ハートポイントカードは2016年5月末でサービスが終了となり、WAONへ完全移行。さらに、同年6月23日からは新たなポイントサービスである「WAON POINT」が開始され、ハートポイントサービスに替わるポイントカードとして「WAON POINTカード」の発行も開始された。
各種キャンペーン施策の経過的利用
ダイエーから移管された店舗限定で「一の市」（毎月1日）、「なかなかデー」（毎月15日）、「木曜の市」（毎週木曜日）、「OMCカードご優待デー」（毎週日曜日）を継続。このうち、毎週日曜日開催の「OMCカードご優待デー」は旧ダイエーの全店舗で2015年11月をもって終了した。
なお、OMCカードのクレジット払いによる割引はダイエー時代の2014年3月20日よりイオングループでの「お客様感謝デー」開催日である20日・30日にも開催しているほか、「イオン」は同年5月30日より、「イオンスーパーセンター」と「ホームワイド」は同年6月20日より「お客様感謝デー」開催時にOMCカードのクレジット払いによる割引が適用されるようになった。さらに、2015年12月10日より開始した「お10くデー」ではイオン九州運営の全店舗でOMCカードのクレジット払いによる割引が適用されていたいが、OMCカードのクレジットカード払いによる割引は2016年2月末日（「お客様感謝デー」の同年2月28日開催分）をもって、ダイエーを含む他のイオングループ企業と同時に終了となった（OMCカードのクレジット払い自体は同年3月以降も可能、同年6月23日に「WAON POINT」が開始されたことにより、「お客様感謝デー」の同年6月30日開催分からは先に「WAON POINTカード」を提示することでOMCカードのクレジット払いでも再び割引が適用されるようになる）。
また、前述のとおり、ダイエーから移管された店舗限定で開催されていた「一の市」は2016年3月より、開催日を毎月第1土曜日・日曜日の2日間開催に変更し、開催店舗も従前から当社が運営する「イオン」と「イオンスーパーセンター」にも規模を拡大して開催するようになった。

## プロ野球の優勝セール
2005年（平成17年）より、当社では本州などのイオン系列の店舗とは違い、プロ野球で福岡ソフトバンクホークス（以下、ソフトバンク）を応援している（2005年頃からオフィシャルスポンサー契約をしている）ため、ソフトバンク以外の他球団が優勝しても優勝セールは開催されない。2005年（平成17年）から2009年（平成21年）および2013年（平成25年）・2016年（平成28年）・2021年（令和3年）は、ソフトバンクのリーグ優勝がないために、レギュラーシーズンでの優勝チーム決定の翌日あるいはクライマックスシリーズ（プレーオフ）終了後に『ホークスありがとうセール』と題して、一定期間商品を値下げするセールを行っていた。マックスバリュやザ・ビッグについてもマックスバリュ九州の時から同様の企画が開催され、かつては九州地区のビブレ（OPAが運営）などでも開催されていた。
また、2015年（平成27年）3月27日よりダイエーや当時のマックスバリュ九州と共同で「福岡ソフトバンクホークス×WAONカード」の発行を開始している。
2010年（平成22年）は福岡ソフトバンクホークスが7年ぶりとなるリーグ優勝を果たした為、福岡県内の18店舗及びジャスコ三光店（大分県、現・イオン三光店）、ジャスコ唐津店（佐賀県、現・イオン唐津店）で『優勝おめでとうセール』を開催した。また、クライマックスシリーズ全日程終了後に『ホークス応援感謝セール』を開催したが、全日程終了日の翌日が「お客さま感謝デー」と重なってしまった為、同年10月22日から3日間行われた。
2011年（平成23年）は2年連続でリーグ優勝を果たした為、昨年に引き続き『優勝おめでとうセール』を開催。昨年のリーグ優勝セールよりも対象店舗を拡大し、当社が運営するイオン・イオンスーパーセンター全店舗（49店舗）で10月2日・3日の2日間開催された。また、ここ6年間、クライマックスシリーズ終了後に行われてきた『ホークス応援感謝セール』はクライマックスシリーズを制覇したために見送られ、さらに、日本シリーズで日本一を達成したため、『日本一おめでとうセール』を第7戦の翌日となる11月21日から3日間開催した。当社が運営する全業態の店舗が対象だが、店舗業態によりセールの企画内容が異なる。
2012年（平成24年）はリーグ優勝を逃したものの、クライマックスシリーズへの進出を果たしたため、『熱烈応援セール』を10月13日から3日間開催した。また、パ・リーグのクライマックスシリーズの全日程終了後に『感動ありがとう』セールを10月20日と21日の2日間開催した。
2014年（平成26年）は3年ぶりにリーグ優勝を果たしたため、『熱烈応援セール』を10月3日から3日間開催。その後、3年ぶりにクライマックスシリーズを制覇したため、『熱烈応援感謝セール』を10月21日から3日間開催。そして、日本シリーズで3年ぶりに日本一を達成したため、10月31日から『感動ありがとうセール』を開催。期間中に3連休と重なることから、当初予定から1日拡大し、4日間開催となった。なお、セール開催前には告知用のTVCMも放映された（マックスバリュ九州及び同社子会社のクリエイトと共同実施のため、最後に表示される店舗ロゴには、当社運営の店舗ブランドに加えて「マックスバリュ」・「ザ・ビッグ」・「クリエイト」も表示される）。
2015年（平成27年）は2011年以来となる2年連続でリーグ優勝を果たしたため、『祝!連覇!イオンの熱売（アツウリ）!!福岡ソフトバンクホークス優勝セール』を9月18日から3日間開催。イオン九州が運営する全店舗で開催されたが、業態によりセール内容が異なるほか、チラシについても、「イオン（既存店舗）」向け（）と旧「ダイエー」店舗向け（）および「ホームワイド」向け（）で異なるチラシを使用している。さらに、2年連続でクライマックスシリーズを制覇したため、同年10月17日から3日間『イオンの熱売!!福岡ソフトバンクホークス 感動ありがとうセール』を開催した。リーグ優勝時同様、イオン・イオンスーパーセンター（イオン九州運営店舗のみ）、ワイドマート ドラッグ&フード、イオンバイク（イオン九州運営店舗のみ）、ホームワイドでセール内容が異なる。そして、日本シリーズでも勝利して日本一の2連覇も達成。同年10月30日から3日間『福岡ソフトバンクホークス感動ありがとうセール』の開催が決定した。リーグ優勝時やCS優勝時と同様、業態や店舗によっては割引やサービス内容・チラシの種類が異なっている。
2017年（平成29年）は2年ぶりにリーグ優勝を果たしたため、『ワンダホー!』セールを9月17日から開催。なお、当初は9月19日までの3日間が予定されていたが、初日が平成29年台風第18号の接近と重なったため1日延長となり、9月20日までの4日間開催となった。その後、2年ぶりにクライマックスシリーズを制覇したため、同年10月23日から3日間、2度目の『ワンダホー!』セールが開催され、日本シリーズでも勝利して2年ぶりの日本一も達成したため、同年11月5日から3日間、3度目の『ワンダホー!』セールが開催された。
2018年（平成30年）は『もう1頂!HAWKS魂セール』と題し、1回目はパリーグ優勝チーム決定の翌日となる10月1日から3日間、2回目は2年連続となるクライマックスシリーズを制覇した翌日の10月22日から3日間、3回目は日本シリーズで2年連続の日本一を達成した翌日の11月4日から3日間それぞれ開催された。
2019年（令和元年）は『イオンのホークス全力セール』と題し、1回目はパリーグ優勝チーム決定の翌日となる9月25日から3日間、2回目は3年連続となるクライマックスシリーズを制覇した翌日の10月14日から3日間、3回目は『福岡ソフトバンクホークス 感動をありがとうセール』と題し、日本シリーズで3年連続の日本一を達成した翌日の10月24日から3日間開催された。
2020年（令和2年）は『イオンのホークス最高セール』と題し、1回目は3年ぶりにリーグ優勝を果たした翌日の10月27日から3日間、2回目は史上初となるクライマックスシリーズ4連覇を達成した翌日の11月16日から2日間、3回目は2年連続となる『福岡ソフトバンクホークス 感動をありがとうセール』と題し、日本シリーズで4年連続の日本一を達成した翌日の11月26日から3日間それぞれ開催された。
2021年（令和3年）は『イオンのホークス買イタカSALE』と題し、1回目はパリーグ優勝チーム決定の翌日となる10月28日から3日間、2回目は特例として11月12日から3日間（イオン原店は『OPEN1周年祭』との同時開催のため4日間）開催し、2回目に関しては優勝時と同等の内容（イオン原店は一部品目での割引率を引き上げるなど、内容が一部異なる）でセールが開催された。
なお、日程中に「お客様感謝デー」と重なる場合、2010年は1日順延して開催したが、2012年以降は同時開催となっており、優勝セール時の割引と「お客様感謝デー」の割引は両方適用される（2012年は『感動ありがとうセール』初日の10月20日の1回、2015年は『祝!連覇!イオンの熱売!!福岡ソフトバンクホークス優勝セール』最終日の9月20日と『福岡ソフトバンクホークス感動ありがとうセール』初日の10月30日の2回、2017年は『目指すは頂点! ワンダホー!セール』最終日の9月20日の1回、2021年は『イオンのホークス買イタカSALE』最終日の10月30日の1回の計5回同時開催されている）。

## 買物袋持参運動
買物袋持参運動の一環として、イオン九州運営店舗では2008年（平成20年）10月31日をもってレジ袋辞退者に配布していたイオングループの買物袋スタンプカードの発行と押印を終了し、11月1日より代替として1回の精算ごとにその場で2円引きを実施していた。なお、20個たまったスタンプカード、または途中までしか押印されていないスタンプカードは、3枚（スタンプ60個分）でマイバッグ携帯用、5枚（スタンプ100個分）でマイバッグレジカゴ用と交換できる（マイバッグに関しては有効期限はなく当分の間交換できる）。その他、途中までしか押印されていないスタンプカードの場合、九州地区以外のイオングループ（スタンプカード取扱い店舗）で引き続き利用可能である（沖縄県を含む九州地区のイオングループ店舗では全店でスタンプカードの取扱いを終了している）。
その後、一部の店舗ではレジ袋無料配布中止に伴って2円引きサービスを終了しており、2013年11月1日から「イオン」でのレジ袋無料配布中止店舗をグループ内全店舗に拡大したことに伴い、継続実施していた店舗も2円引きのサービスは同年10月31日をもって終了した。
なお、2015年9月より旧ダイエー店舗のみ「レジ袋辞退で2円引き」制度を復活させたが、「ワイドマート ドラッグ&フード」と共に2019年8月31日をもってレジ袋の無料配布が終了した。 

## 事件
- 2018年3月から4月にかけて、北海道在住の男が当社の公式アプリ内来店ポイントサービス（イオン九州内の店舗の位置情報から来店1回ごとにWAONポイント2点を付与）に目をつけ、45台のパソコンを使い位置情報を改ざんする手口で約270万回の来店を装い約540万点分のポイントをだまし取ろうとして福岡県警に逮捕された。イオン九州の担当者が来店履歴の異常に気づき通報したため、実際の被害額は140点相当にとどまった[46][47][48]。ポイントサービスを悪用した逮捕事例は大手小売業では初のこととなった。